# Abbaye Notre-Dame de Beaumont-lès-Tours
Pour les articles homonymes, voir Abbaye Notre-Dame.
L'abbaye Notre-Dame de Beaumont-lès-Tours, usuellement dénommée abbaye de Beaumont, est un ancien établissement de religieuses bénédictines, situé à Tours (département d'Indre-et-Loire), au sud de la rue du Plat-d'Étain, sur l'ancienne commune de Beaumont-lès-Tours.
L'abbaye est fondée en l'an 1002 par Hervé de Buzançais, trésorier de la basilique Saint-Martin de Tours, sur un site déjà occupé depuis le IXe siècle par une communauté religieuse ou laïque qui y a construit une chapelle. Elle constitue la plus grande et la plus durable communauté de moniales de la Touraine.
Aux XVIe et XVIIe siècles, en pleine Contre-Réforme, après que les religieuses ont adopté la règle bénédictine de Chezal-Benoît plus conforme à l'esprit bénédictin d'origine, l'abbaye fait l'objet d'agrandissements et d'embellissements. À la Révolution française, alors que les bâtiments ont été dévastés cinq ans plus tôt par un incendie et partiellement reconstruits, les 46 religieuses sont expulsées. L'abbaye est désaffectée et vendue par lots, ses bâtiments sont presque totalement détruits, revendus pierre par pierre. Le site accueille des jardins potagers de l'hospice de Tours à partir de 1866 puis des casernes occupées par différentes unités de 1913 à 2012. La réhabilitation du site en écoquartier, en cours en 2022, est accompagnée de diagnostic (2017) et de fouilles archéologiques préventives (2019-2020 puis 2022-2023) permettant de mieux connaître son histoire et de compléter son plan ; plusieurs bâtiments jusque-là non localisés, voire inconnus pour certains, sont en effet mis au jour.
Le logis abbatial ou « pavillon Condé », construit quatre ans seulement avant la Révolution et l'un des seuls vestiges préservés, fait l’objet d’une inscription au titre des monuments historiques depuis 1946. La grille en fer forgé qui séparait la nef du chœur de l'abbatiale et qui ferme depuis le début du XIXe siècle la cour de la préfecture d'Indre-et-Loire est classée comme monument historique.

## Localisation

Localisation de l'abbaye de Beaumont sur la carte de Siette (1619).

L'abbaye est située dans la varenne, plaine alluviale entre la Loire au nord et le Cher au sud et dans une zone qui n'est densément urbanisée qu'à partir du XIXe siècle, à une quinzaine de kilomètres en amont du confluent de ces deux cours d'eau. Elle est construite sur une montille, butte naturelle sédimentaire insubmersible (Belmons ou « Beau Mont » dès 845) la mettant à l'abri des inondations.
Au Moyen Âge, le ruisseau de l'Archevêque coule d'est en ouest au nord du site (le long de la rue François-Richer) et le ruau saint-Anne, à l'ouest (le jardin botanique de Tours occupe son emplacement) relie la Loire au Cher.
Sur le plan administratif, l'abbaye se situe sur le territoire de la paroisse Saint-Jean de Beaumont, puis de la paroisse et ensuite de la commune de Beaumont-lès-Tours. Cette dernière est rattachée en 1823 à Saint-Étienne-Extra, elle-même « absorbée » par Tours en 1845.
Dans la voirie moderne, le site de Beaumont se trouve au sud de la rue du Plat-d'Étain, dans le quartier Giraudeau ; il est circonscrit par cette rue au nord, les rues Walwein et Hélène-Boucher à l'ouest, du capitaine-Pougnon au sud et s'avance peut-être vers l'est jusqu'à la rue Giraudeau.

## Historique du site

### Fondation

#### Les premières religieuses à Tours

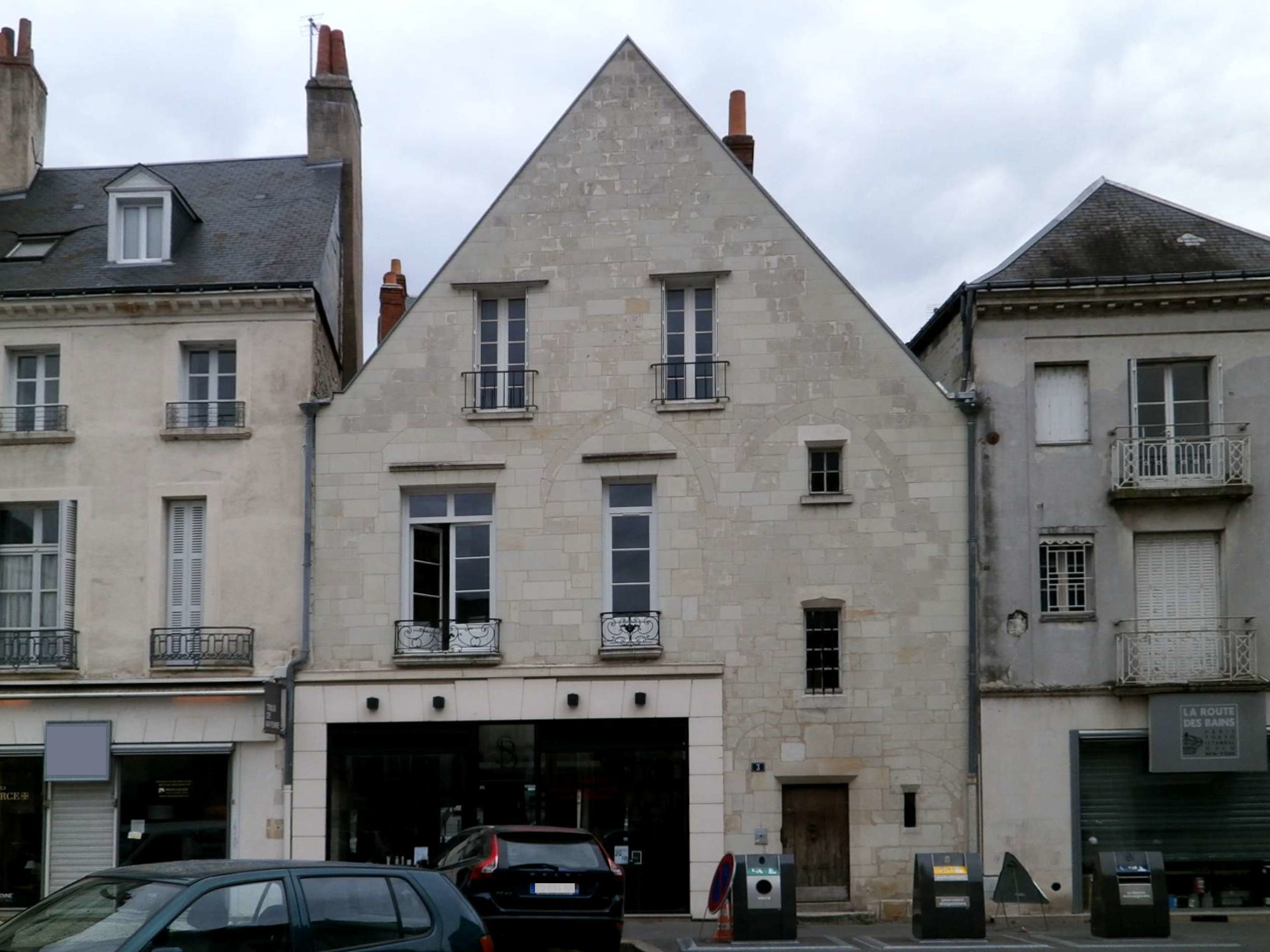
Dépendance de Notre-Dame de l'Écrignole.

À Tours, l'église Notre-Dame de l'Écrignole est, au VIe siècle et selon une tradition non vérifiable mais plausible, une petite chapelle bâtie à l'initiative d'Ingeltrude, petite-fille de Clovis, avec quelques bâtiments autour. Cet ensemble est destiné à recevoir, au nord-est de la basilique construite sur le tombeau de saint Martin, une petite communauté de femmes observant la règle bénédictine et qui prend rapidement de l'importance,.
En 994 ou 997, un immense incendie ravage la collégiale Saint-Martin et ses alentours, dont l'église Notre-Dame de l'Écrignole et sans doute ses dépendances. Grâce à de nombreux dons d'origines diverses, la reconstruction ou la restauration des édifices détruits ou endommagés est engagée par Hervé de Buzançais, trésorier de Saint-Martin, qui se rend alors compte que les bâtiments de Notre-Dame de l'Écrignole sont trop exigus pour abriter la communauté des moniales et qu'aucune extension n'est possible : il faut trouver un nouvel emplacement qui permettra en outre d'assurer l'autorité du chapitre de Saint-Martin sur de nouveaux territoires.

#### Le site de Beaumont avant l'abbaye
L'historique de l'occupation du site où s'installera l'abbaye au XIe siècle est mal connu. Des indices mobiliers suggèrent une présence humaine à une époque comprise entre le Mésolithique et la Protohistoire, sans plus de précisions possibles au regard des données disponibles. Quelques fragments de terres cuites architecturales antiques sont retrouvés au nord de la rue du Plat-d'Étain dans un contexte stratigraphique différent puisqu'il n'y a aucun indice d'une occupation antérieure.
Le terrain est mis en valeur avant la fondation de l'abbaye ; des vestiges d'un parcellaire en témoignent. Une chapelle Notre-Dame-des-Miracles est mentionnée dans les sources aux IXe et Xe siècles. C'est peut-être le lieu de culte d'un groupe d'habitants (paroisse ou communauté religieuse) installés avant la fondation de l'abbaye au sein du village de Belmons ; le cimetière de plusieurs milliers de sépultures est localisé mais l'emplacement précis des habitations ne peut être déterminé au regard des données disponibles.
Entre 2022 et 2023, une campagne de fouilles menée par Philippe Blanchard de l'INRAP révèle, entre autres, les restes d’un village vieux de près de 1 200 ans sous l’abbaye.

#### La nouvelle abbaye d'Hervé de Buzançais

Armes de l'abbaye.

Hervé de Buzançais, en raison du manque de place autour de la basilique Saint-Martin, décide en 1002 de transférer la communauté de moniales de Notre-Dame de l'Écrignole sur un nouveau site. Il finance cette opération sur ses fonds propres (financement direct et donation de possessions et rentes), à condition que les religieuses payent un cens annuel de 20 sous au chapitre de Saint-Martin. Ayant obtenu l'accord du roi Robert II le Pieux, il choisit pour cela un terrain acquis au terme d'un échange avec un de ses vassaux et qui se situe à 1,5 km au sud-ouest de l'ancienne implantation ; les religieuses ne s'installent pas avant 1007. Cette abbaye de bénédictines relève directement de la collégiale Saint-Martin jusqu'en 1238, puis à partir de cette date la collégiale et l'archevêque de Tours en exercent la tutelle conjointe. Le roi Robert II le Pieux confirme les donations par diplôme en 1007 et met l'abbaye sous protection royale ; un second diplôme confirme le précédent à la faveur de nouvelles donations. Ce dernier document indique que les religieuses dépendent du chapitre de Saint-Martin et qu'elles doivent entretenir gracieusement les chapes et les ornements de l'église Saint-Martin.
Aucune source écrite ne permet de déterminer l'ordonnancement et la nature des constructions de cette époque au sein d'un site dont la superficie totale, au plus fort de son extension, avoisine sans doute les 9 hectares.

### DuXIIeauXVIesiècle

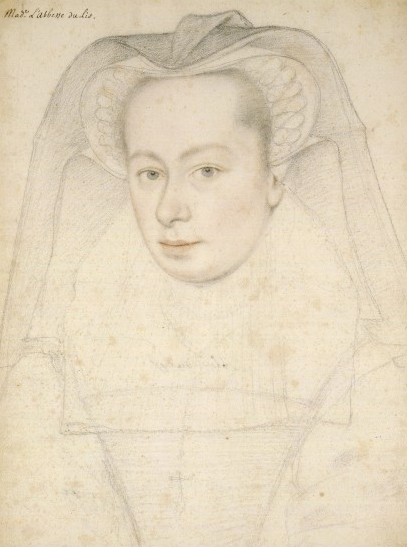
Marie de Beauvilliers.

Une chapelle Saint-Jean-l'Évangéliste est mentionnée sur le site dès le XIIe siècle, élevée au titre d'église paroissiale sous le nom d'église Saint-Jean de Beaumont un siècle plus tard. Quatre autres chapelles sont citées, soit dans l'abbatiale elle-même, soit dans l'enclos monastique.

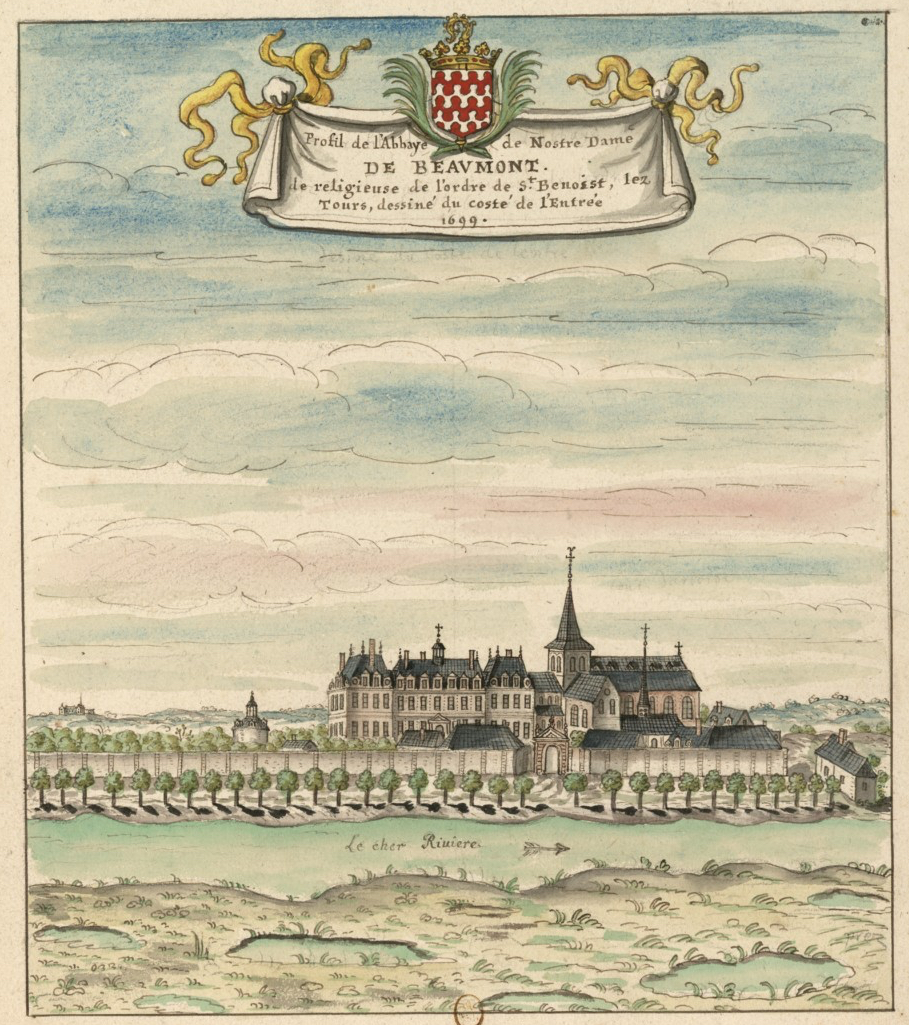
Abbaye de Beaumont-lès-Tours (collection Gaignières).

Dès sa fondation, l'abbaye prend rapidement de l'ampleur, s'inscrivant comme la plus importante communauté de moniales de toute la Touraine, statut qu'elle conserve jusqu'à la Révolution. Très vite, grâce aux revenus issus de ses domaines, elle peut devenir financièrement autonome ; elle possède en effet de nombreux prieurés, en Touraine principalement, mais aussi dans d'autres provinces françaises (Anjou, Normandie, Orléanais, Poitou). Les relations entre le chapitre de Saint-Martin et l'archevêché de Tours, toujours difficiles, notamment à partir du XIIe siècle, se traduisent par des luttes d'influence au cours desquelles chacune des deux parties tente d'élargir son influence spirituelle, mais surtout temporelle, aux dépens de l'autre. C'est ainsi qu'au début du XIIIe siècle, l'archevêque de Tours tente de contrebalancer la puissance de l'abbaye de Saint-Martin (dont relève l'abbaye de Beaumont) en prenant le contrôle de la paroisse de Beaumont-lès-Tours. Ce conflit est également marqué par l'excommunication temporaire de deux abbesses, Haremburge de Marnes en 1208 par l'archevêque de Tours Jean de Faye et Anne Babou de La Bourdaisière à la fin du XVIe siècle par les chanoines de Saint-Martin.
Pourtant, au XIVe siècle, dans un contexte général peu favorable au monachisme, Beaumont décline, la paroisse se réduisant à l'abbaye elle-même. À cette époque, l'abbaye est entourée de très hauts murs localement pourvus de contreforts. Contre la clôture, des fouilles de 2019 mettent en évidence des fosses dépotoirs ; creusées pour en extraire le sable jaune vraisemblablement destiné à la construction, elles sont remblayées avec les déchets des activités de l'abbaye.
Au XVIe siècle, la communauté de Beaumont compte peut-être 20 religieuses ; le compte-rendu d'une réunion tenue dans la salle capitulaire de l'abbaye en 1587 indique qu'elles sont vingt-cinq, neuf d'entre elles assumant également la charge de prieure dans d'autres établissements religieux. Parmi elles, Marie de Beauvilliers (1574-1657) prend l'habit monastique sous l'abbatiat d'une de ses tantes avant de devenir en 1598 abbesse de Montmartre ; en 1614, elle cumule même, pendant quelques mois, cette charge avec celle d'abbesse de Beaumont. De septembre à novembre 1587, en raison de l'insécurité liée à la nomination d'Henri de Navarre comme héritier du trône de France, de nombreuses religieuses quittent l'abbaye pour se réfugier à Tours, bientôt rejointes par l'abbesse Anne Babou de La Bourdaisière.

### XVIIeetXVIIIesiècles
En 1584, sous l'abbatiat d'Anne Babou de La Bourdaisière et au terme d'un processus engagé dès le début du XVIe siècle, les moniales de Beaumont adoptent la règle des bénédictins réformés de Chezal-Benoît. Ce renouveau spirituel s'accompagne probablement d'un renouveau temporel, avec notamment une profonde réfection ou même reconstruction des bâtiments de l'abbaye dès le début du XVIIe siècle. C'est ainsi que l'église abbatiale semble faire l'objet de travaux d'embellissement et d'agrandissement à sept reprises entre 1587 et 1636 sans pour autant être reconstruite. Le style architectural, tel qu'il est représenté sur la vue de la collection Gaignières, est compatible avec des édifices bâtis ou remaniés au XVIIe siècle.

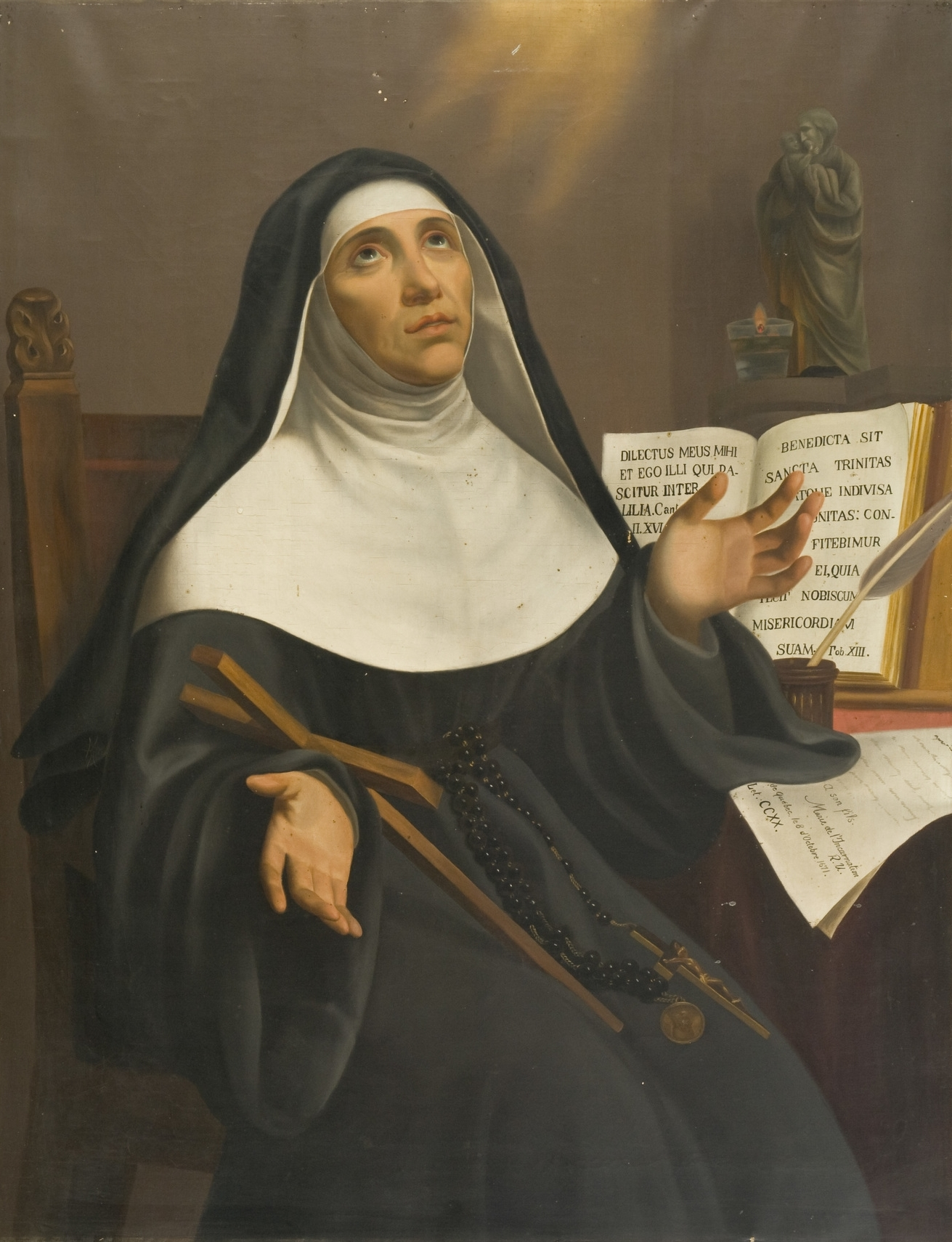
Marie de l'Incarnation.

C'est en 1653 qu'est lancée la construction de quatre pavillons encadrant la demi-lune de l'entrée nord de l'abbaye. Les deux bâtiments occidentaux font office de hangar et de remise à carrosses pour l'un, de grange pour l'autre. À la même époque, une levée est construite entre l'abbaye et le pont du Cher pour éviter l'isolement de l'abbaye en période de crue. En 1680, un incendie détruit partiellement l'abbaye et entraîne la disparition d'un grand volume d'archives, ce qui explique des lacunes dans l'historique de l'établissement. En 1725, Henriette-Louise de Bourbon-Condé dite « mademoiselle de Vermandois », petite-fille de Louis XIV, ordonne et finance des travaux de reconstruction du cloître. Quand elle devient abbesse de Beaumont, elle fait construire une terrasse qui rehausse le niveau du sol dans la partie sud du site (Petit-Beaumont) et protège encore mieux l'abbaye des inondations.
En août 1784, l'abbaye est de nouveau victime d'un grave incendie, obligeant à rebâtir certains bâtiments. C'est de cette phase de reconstruction, à partir de 1785, que date le « pavillon Condé », logis abbatial édifié au nord-ouest du site ainsi que cinq autres bâtiments disparus depuis. Le coût de ces travaux de reconstruction s'établit à 74 000 livres, équivalant à environ 1,1 million d'euros, une aide financière du roi Louis XVI de 54 000 livres participant à leur financement.
Les noms des autres religieuses que les abbesses et quelques prieures sont pour leur grande majorité restés inconnus, excepté celles qui occupent l'abbaye en 1790. Quelques pensionnaires, toutefois, sont identifiées en raison de leur notoriété : la marquise de Verneuil, pour avoir comploté contre Henri IV, est enfermée à vie dans l'abbaye de 1605 à sa mort en 1633 ; vers 1614, Marie de l'Incarnation (1599-1672) fait un court séjour à Beaumont avant d'être mariée de force par ses parents.

### Révolution française

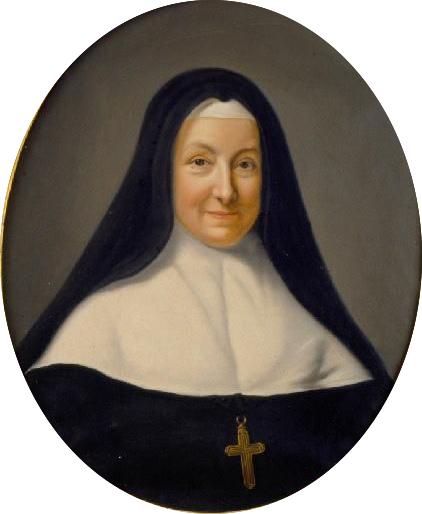
Marie-Agnès de Virieu Beauvoir.

Les 46 religieuses (35 dames de chœur et 11 sœurs converses), dont l'abbesse Marie-Agnès de Virieu Beauvoir, sont chassées de l'abbaye  aux termes des décrets des 2 novembre 1789, 13 mai et 16 juillet 1790 ordonnant la confiscation des biens du clergé ; elles trouvent refuge dans la maison des Cordelières dite de Tristan l'Hermite à Tours — en 1804, six d'entre elles y séjournent toujours dont l'ancienne abbesse qui y meurt le 30 juillet 1831. Entre le 8 et le 15 novembre 1790, l'inventaire des biens de l'abbaye est dressé ; la plus grande partie d'entre eux est vendue du 25 novembre au 26 décembre 1792. Parmi les œuvres d'art recensées figurent onze portraits des membres de la famille de mademoiselle de Vermandois ; trois de ces portraits, attribués à Pierre Gobert, entrent dans les collections du musée des Beaux-Arts de Tours : le portrait de la duchesse de Bourbon-Condé peinte en veuve, celui de la duchesse avec l'une de ses filles et celui de mademoiselle de Charolais.
L'abbaye elle-même ne trouve pas preneur tout de suite et pendant trois ans, de 1793 à 1796, elle sert d'hôpital au cours de la guerre de Vendée. Le 24 ventôse an VI (14 mars 1798), l'abbaye est divisée en sept lots pour être vendue plus facilement. Le lot no 3 revient à la famille Texier d'Azay-le-Rideau, tous les autres étant attribués à Joseph-Philippe Dutordois de Paris ; les acquéreurs entreprennent très rapidement la démolition de la plupart des bâtiments dont les décombres sont vendus comme matériaux de remploi ou de remblaiement. La terrasse au nord du terrain du Petit-Beaumont construite sous l'abbatiat de mademoiselle de Vermandois est déjà délabrée.
Au moment de la destruction de l'abbatiale, au début des années 1800, le préfet d'Indre-et-Loire Pommereul s'adjuge, au détriment de l'archevêque de Tours Jean de Dieu de Boisgelin qui souhaite la récupérer, la grille en fer forgé séparant, dans l'église, le chœur des religieuses de la nef ; cette grille ferme depuis lors l'entrée de la cour d'honneur de la préfecture d'Indre-et-Loire. Une demande de Louis-Mathias de Barral, successeur de De Boisgelin à l'archevêché de Tours, pour qu'elle soit installée dans la cathédrale de Tours reste sans suite. Cette grille est classée au titre des monuments historiques depuis octobre 1917. Une couronne en fonte et cuivre, aux armes de l'abbesse Jeanne-Baptiste-Nicole de La Guiche (de sinople au sautoir d'or), ornait la partie supérieure de la grille ; elle fait désormais partie des collections de la Société archéologique de Touraine. Par ailleurs, des objets provenant de l'abbaye participent à l'ameublement et la décoration des locaux de la préfecture (trône de l'abbesse, colonnes en bois ouvragé, bas-reliefs en bois sculpté).

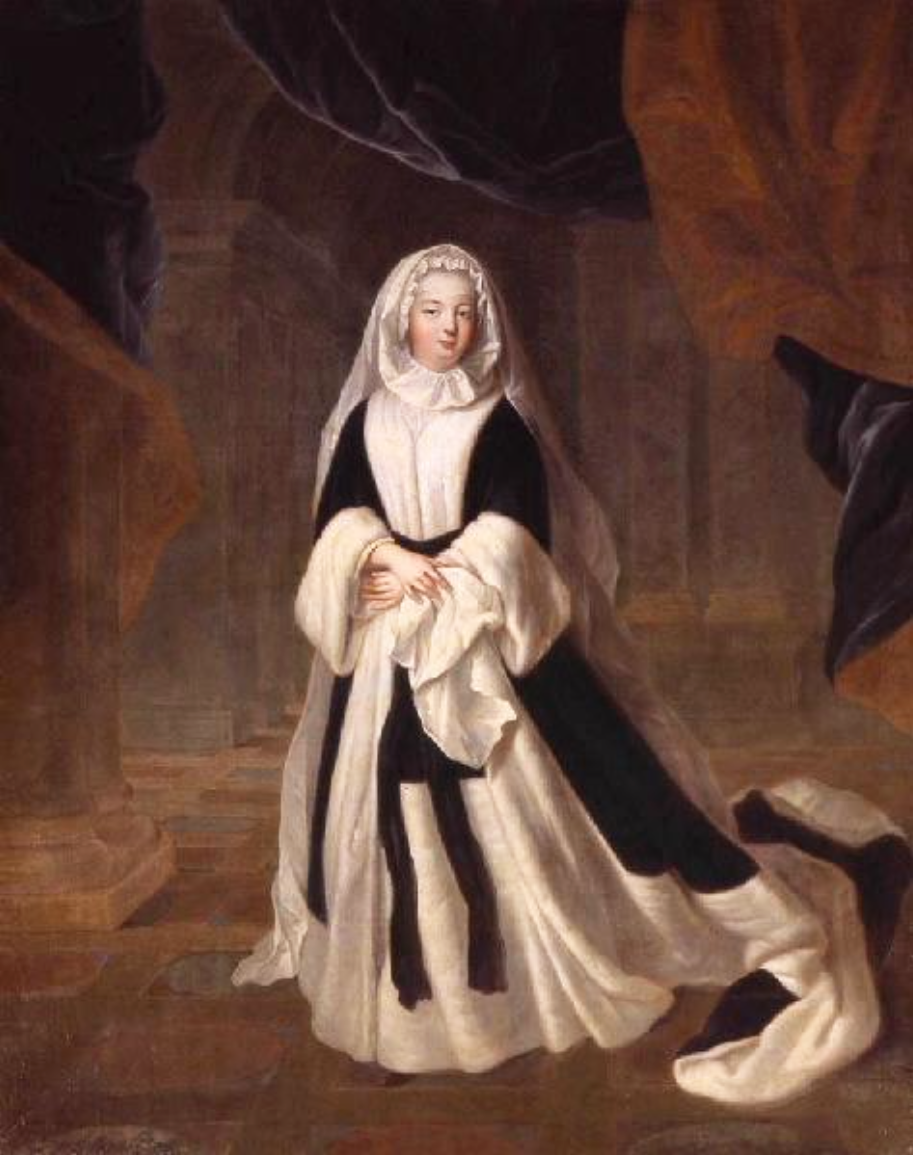
La duchesse de Bourbon-Condé en deuil.
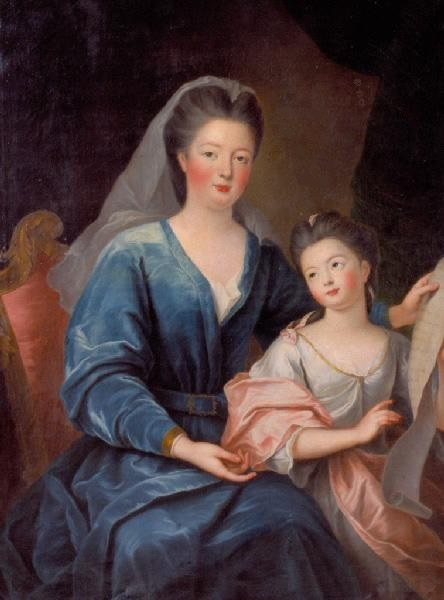
La duchesse de Bourbon-Condé et l'une de ses filles.
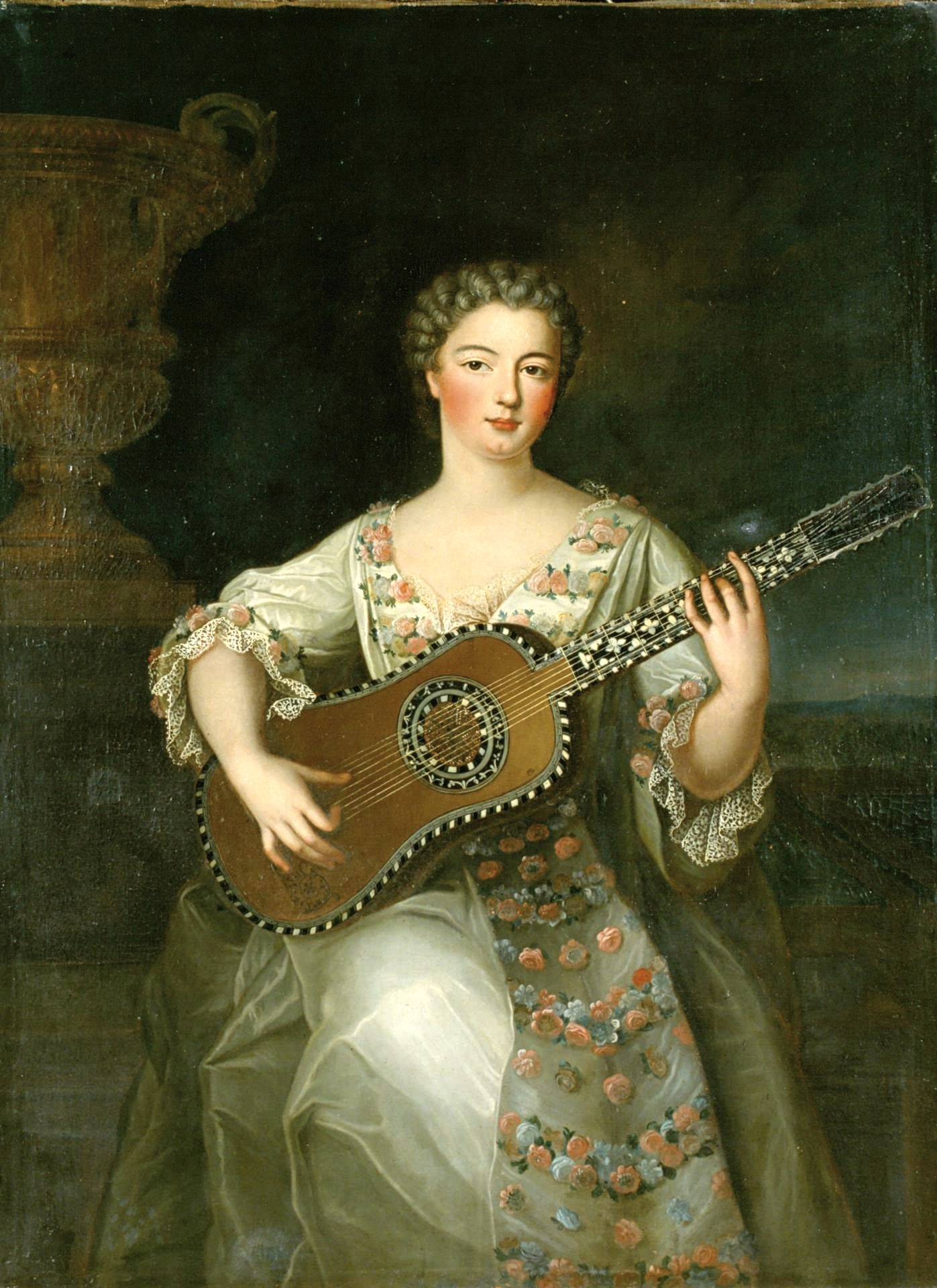
Mademoiselle de Charolais.
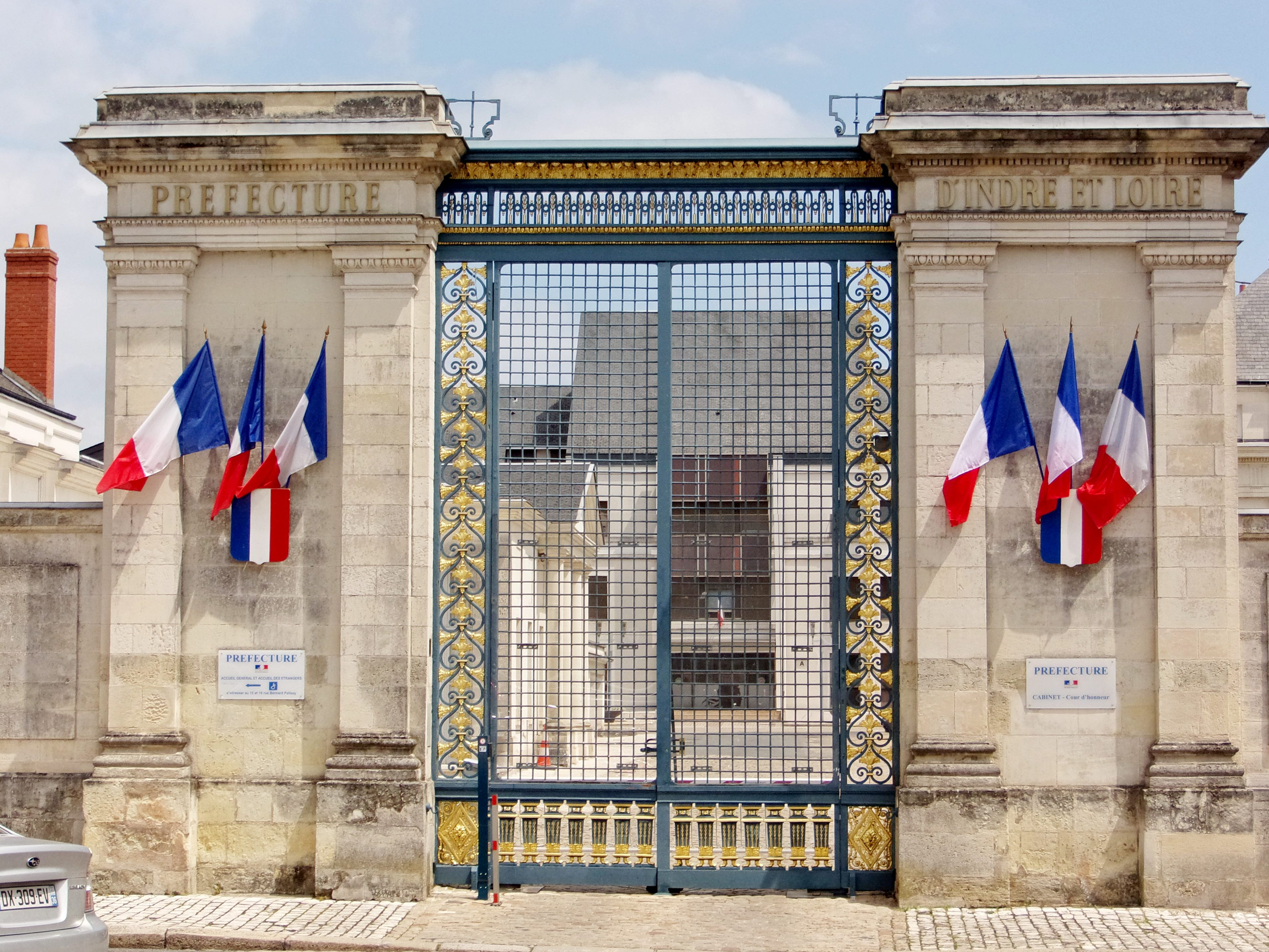
Ancienne grille du chœur abbatial.
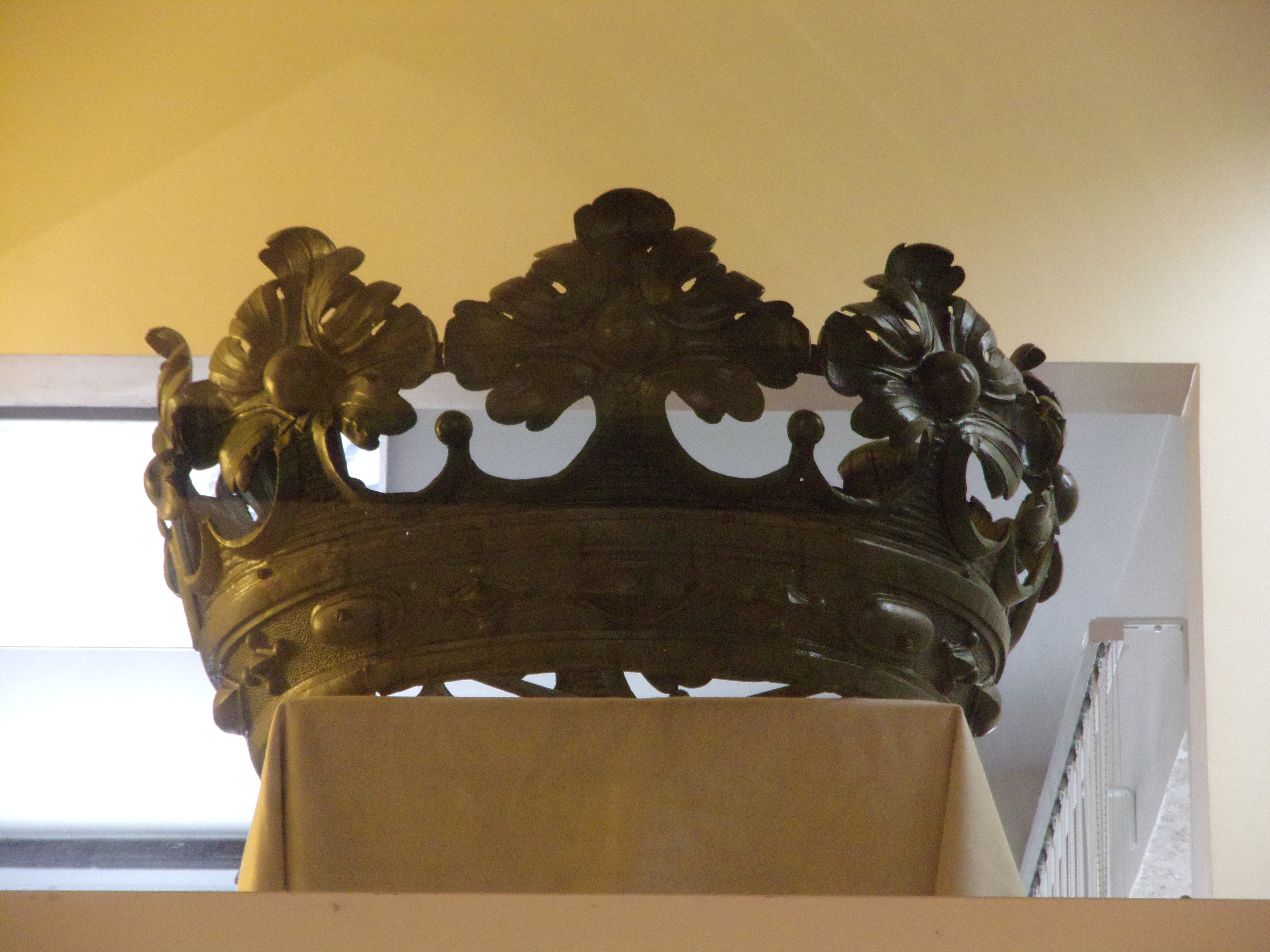
Couronne ayant orné la grille.
Armes de la famille de La Guiche.

### DuXIXeauXXIesiècle

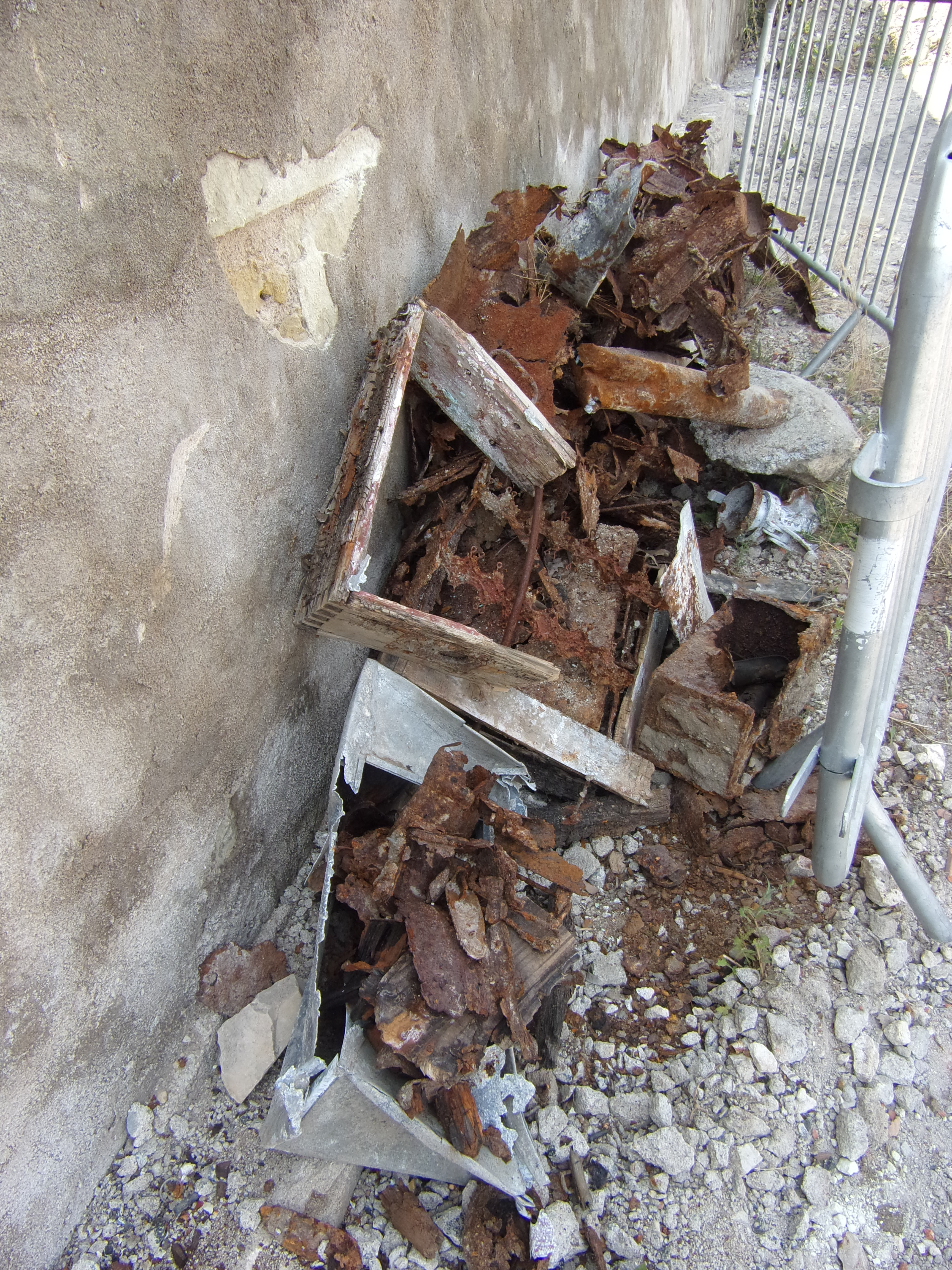
Anciennes munitions allemandes.

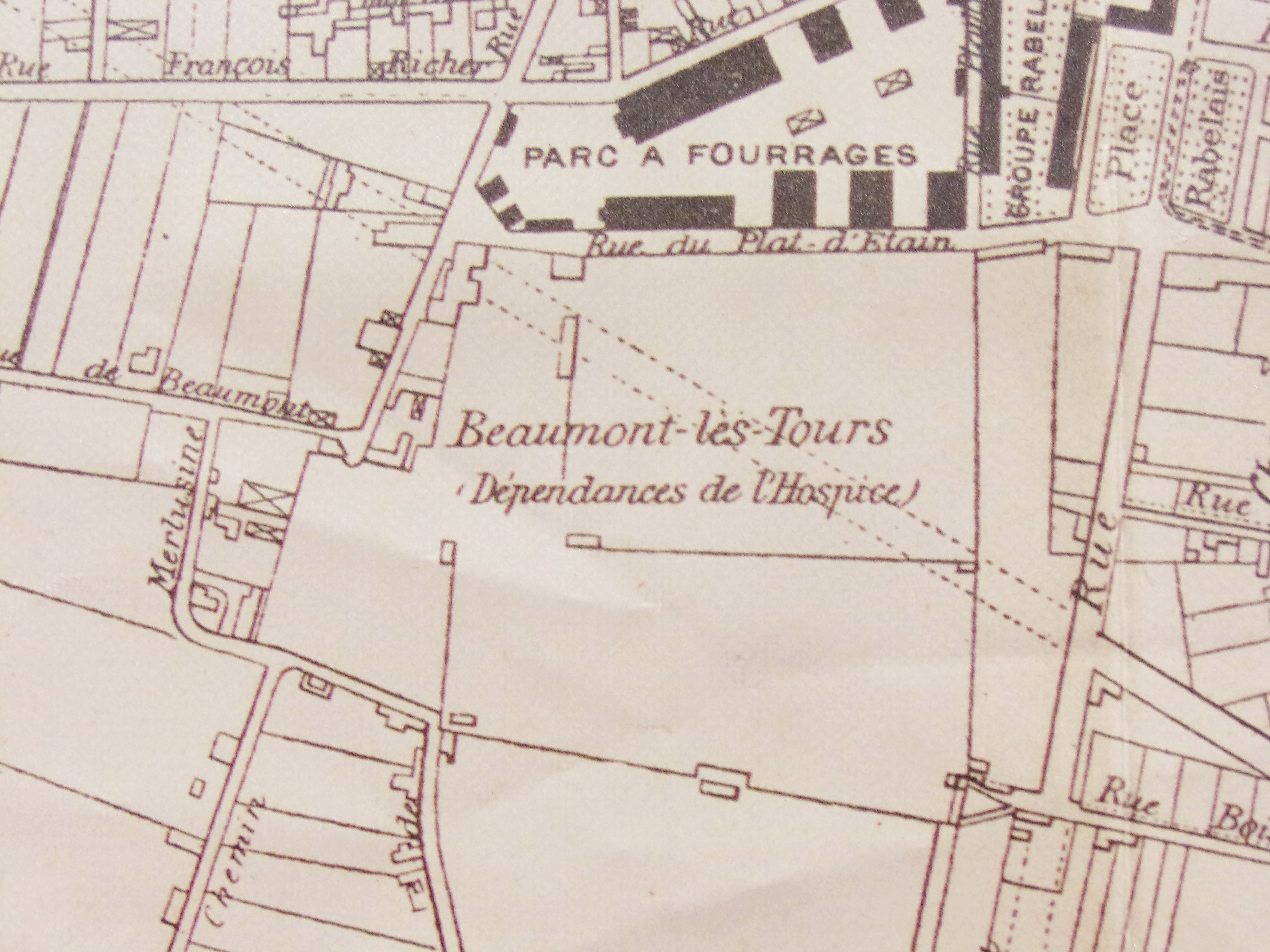
Extrait d'un plan de Tours (1898).

Dans la première moitié du XIXe siècle, la création d'un cimetière communal sur le site de l'abbaye est envisagée, mais le projet ne se concrétise pas en raison du risque d'inondation. En 1866, l'hospice de Tours, situé à quelques centaines de mètres au nord-ouest, acquiert l'enclos de l'abbaye ; il en nivelle le sol pour en faire un potager destiné à l'approvisionnement de l'hôpital et dont l'entretien est confié aux patients considérés comme « aliénés ». Le site accueille aussi une partie de l'hôpital de campagne mis en place par l'hospice de Tours pendant la guerre de 1870.
En 1913 ce terrain est revendu à l'État qui y construit une caserne hébergeant à partir de 1917 diverses unités de cavalerie, de dragons et d'artillerie à cheval. Pendant la Seconde Guerre mondiale, l'armée allemande utilise la caserne comme dépôt de munitions. En 1945 c'est l'école d'application du train qui investit le quartier Beaumont jusqu'en 2009 et son départ pour Bourges. Le logis abbatial est dans cette période aménagé en « musée des équipages militaires et du train » après avoir été restauré à partir de 1956.
Après le départ de l'armée, l'université de Tours occupe à partir de 2012 six bâtiments réhabilités en bordure nord du site le long de la rue du Plat-d'Étain. L'ensemble du terrain fait par ailleurs l'objet d'un projet d'aménagement de la Ville de Tours en écoquartier. Préalablement à cette opération lancée en mars 2022, un diagnostic (2017) puis des fouilles archéologiques préventives y sont réalisées (2017 à 2019 et 2022-2023).

## Description

Plan des bâtiments en 1790 (en gris) et au XXIe siècle (en rouge).

L'abbaye, telle qu'elle se présente en 1790, n'a sans doute plus beaucoup de points communs avec l'établissement médiéval. Elle s'ouvre au nord par une grande cour dont l'entrée est encadrée de pavillons. Cette cour est limitée au sud par le principal bâtiment monastique, à l'ouest par une basse-cour et à l'est par une autre basse-cour et une orangerie. À l'ouest du grand bâtiment se trouve l'église paroissiale Saint-Jean, ancienne chapelle dépendant de l'abbaye. Encore plus au sud se trouve l'église abbatiale au midi de laquelle se développe le cloître fermé sur les trois autres côtés par des constructions.
| Image externe | |
|               | Plan du cloître et des bâtiments périphériques, restitué par les fouilles de 2019 à 2023 sur le site de l'Inrap. |

La disposition et l'orientation des bâtiments du « cœur abbatial » (église, cloître et ses bâtiments périphériques) sont traditionnelles pour les abbayes bénédictines, dont le plan-type est celui de l'abbaye de Saint-Gall.
Tous les bâtiments sont regroupés dans la partie occidentale de l'enclos monastique, la partie orientale étant sans doute réservée aux jardins, aux vignes et aux vergers.

### Bâtiments préservés

#### Logis de l'abbesse
Après l'incendie de 1784, le logis de l'abbesse est entièrement reconstruit sur des plans élaborés dès l'année suivante par les architectes Laurent Bourgeois et Étienne Prudent. Connu sous le nom de « pavillon Condé » en souvenir de Henriette-Louise de Bourbon-Condé, abbesse de Beaumont de 1733 à 1772, il est situé au nord-ouest du site, proche de l'entrée. Ce bâtiment ouvre sur la cour d'honneur de l'abbaye.
Il est de plan carré, construit en pierre de taille calcaire et couvert d'ardoises. Il possède un sous-sol, un rez-de-chaussée, un étage et des combles aménagés ; rez-de-chaussée et étage, qui comportent chacun quatre pièces chauffées et desservies par un couloir, sont éclairées par trois baies sur chacune des faces orientale et occidentale. La porte d'entrée, sur la façade orientale, possède un linteau surmonté d'un entablement sculpté soutenu par deux consoles et supportant les armoiries d'une abbesse bûchées à la Révolution. Ses fenêtres possèdent des linteaux ornés en leur centre de volutes ou de mascarons féminins.
Il est précédé, au nord, d'un avant-corps abritant différentes servitudes dont un escalier. Il comporte de nombreuses cheminées et son intérieur a conservé une partie des décors d'origine (boiseries, escalier).
Ce logis est inscrit comme monument historique depuis 1946 et bénéficie d'une restauration de 1956 à 1961 avant d'être aménagé en musée pendant quelques années

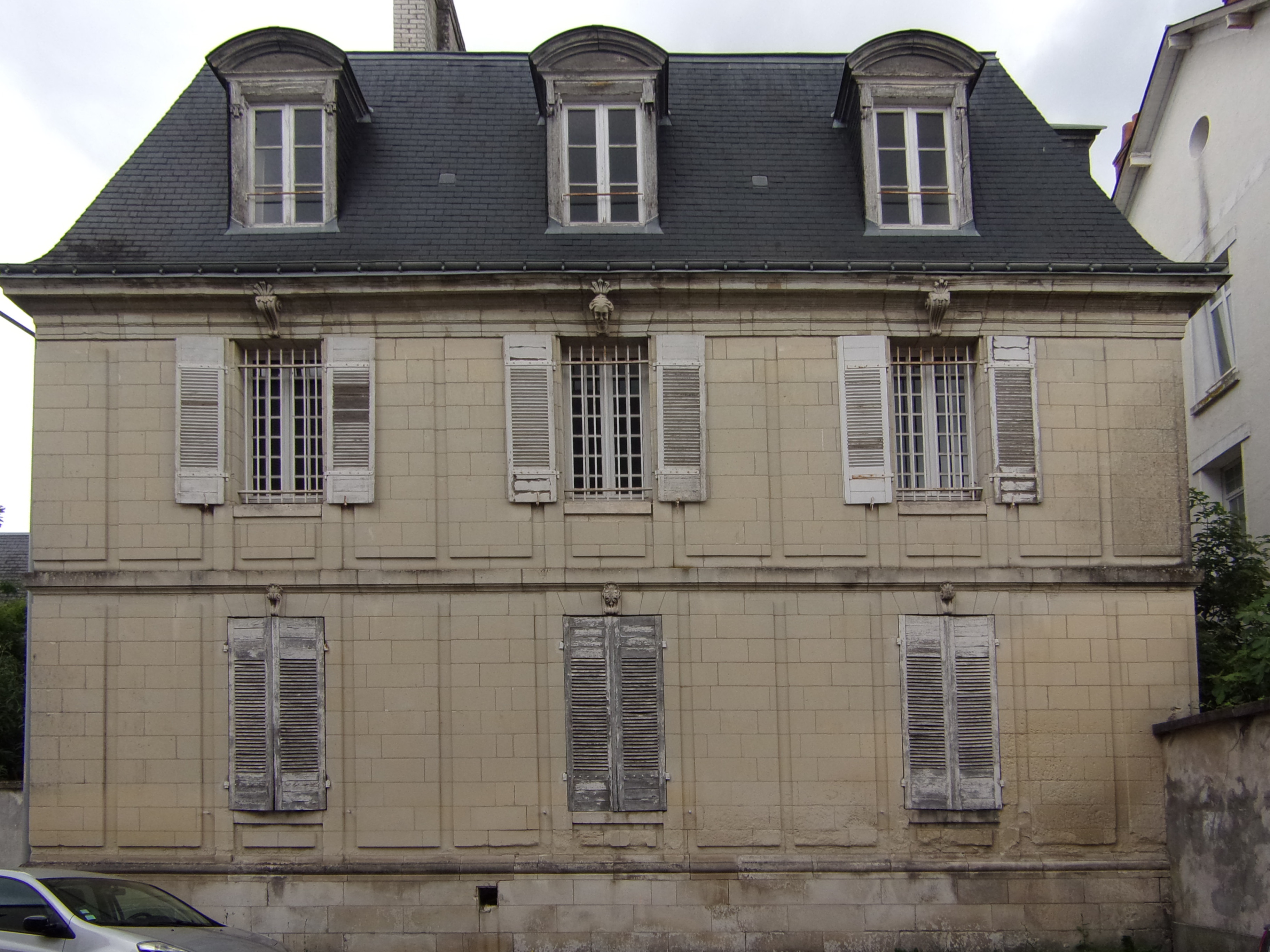
Façade ouest.
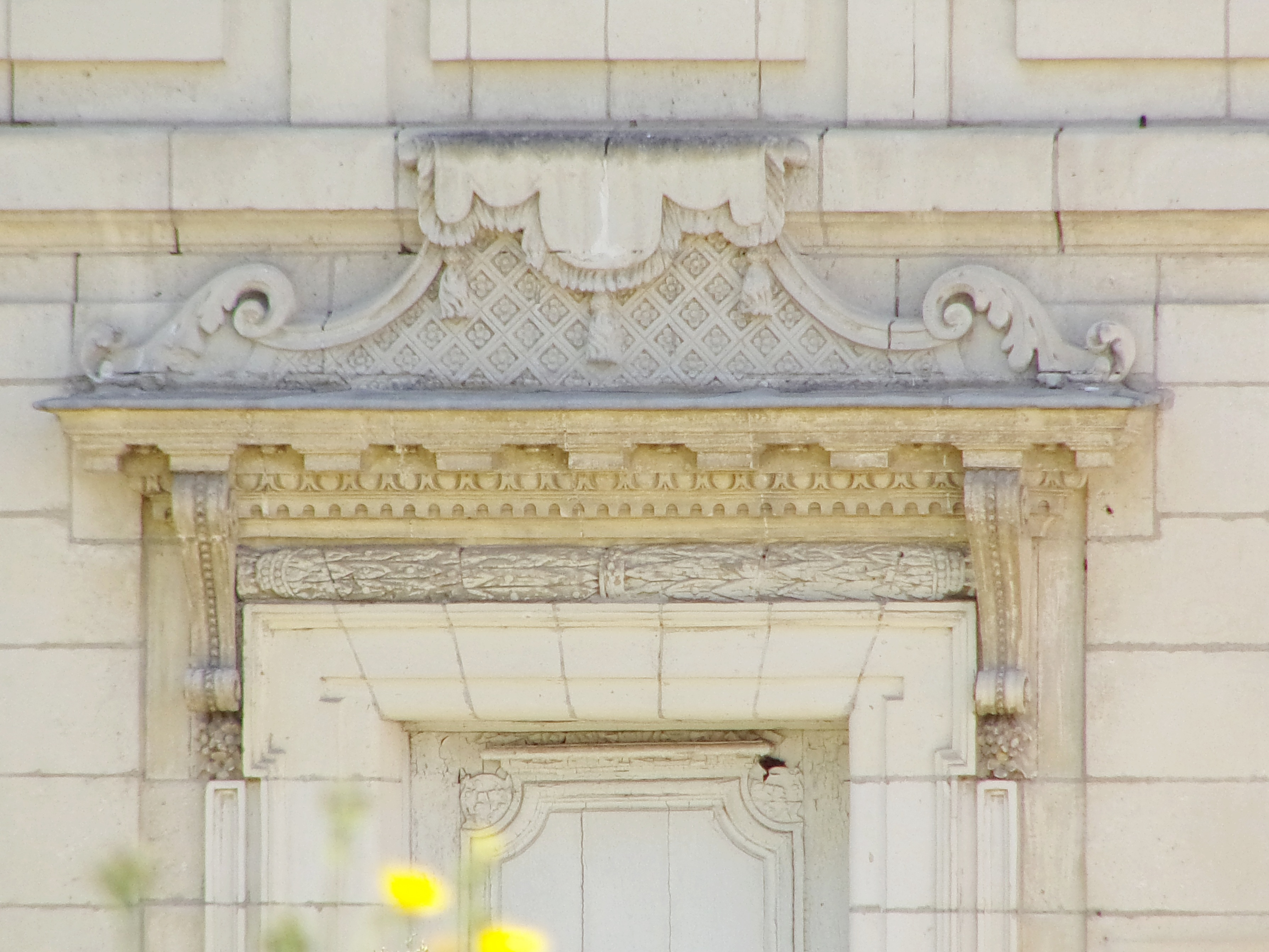
Linteau de la porte d'entrée, façade est.
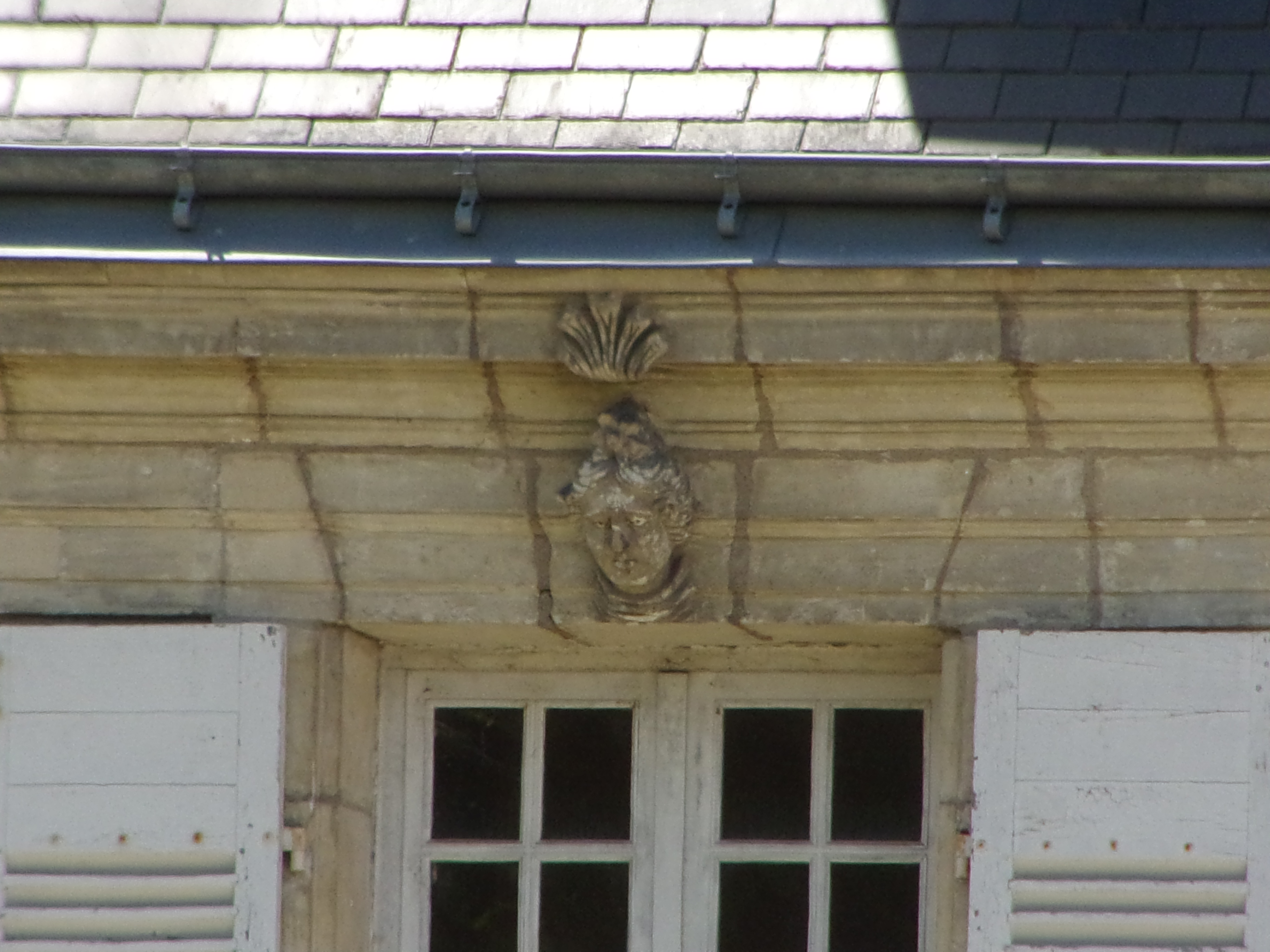
Mascaron, façade est.
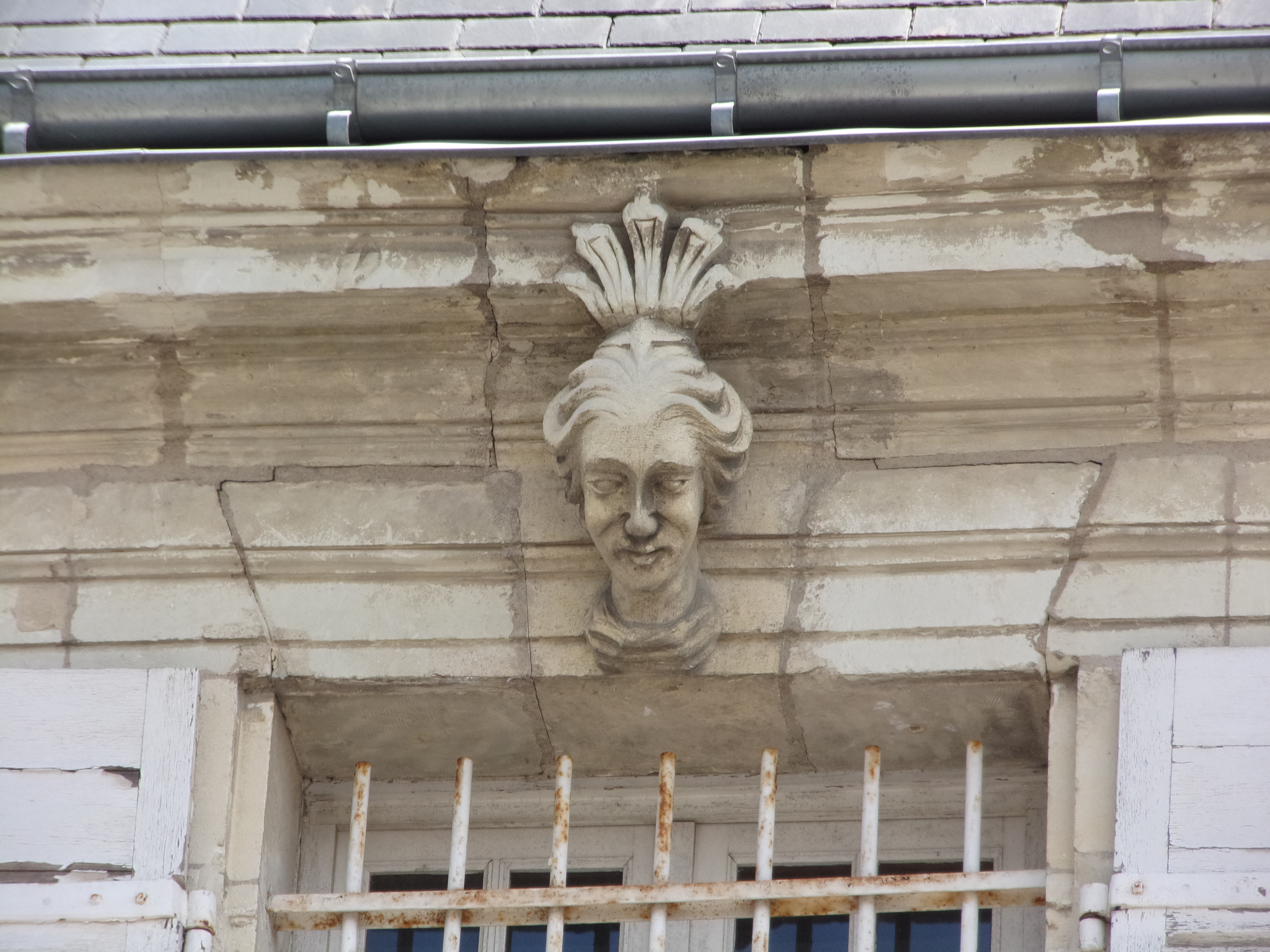
Mascaron, façade ouest.
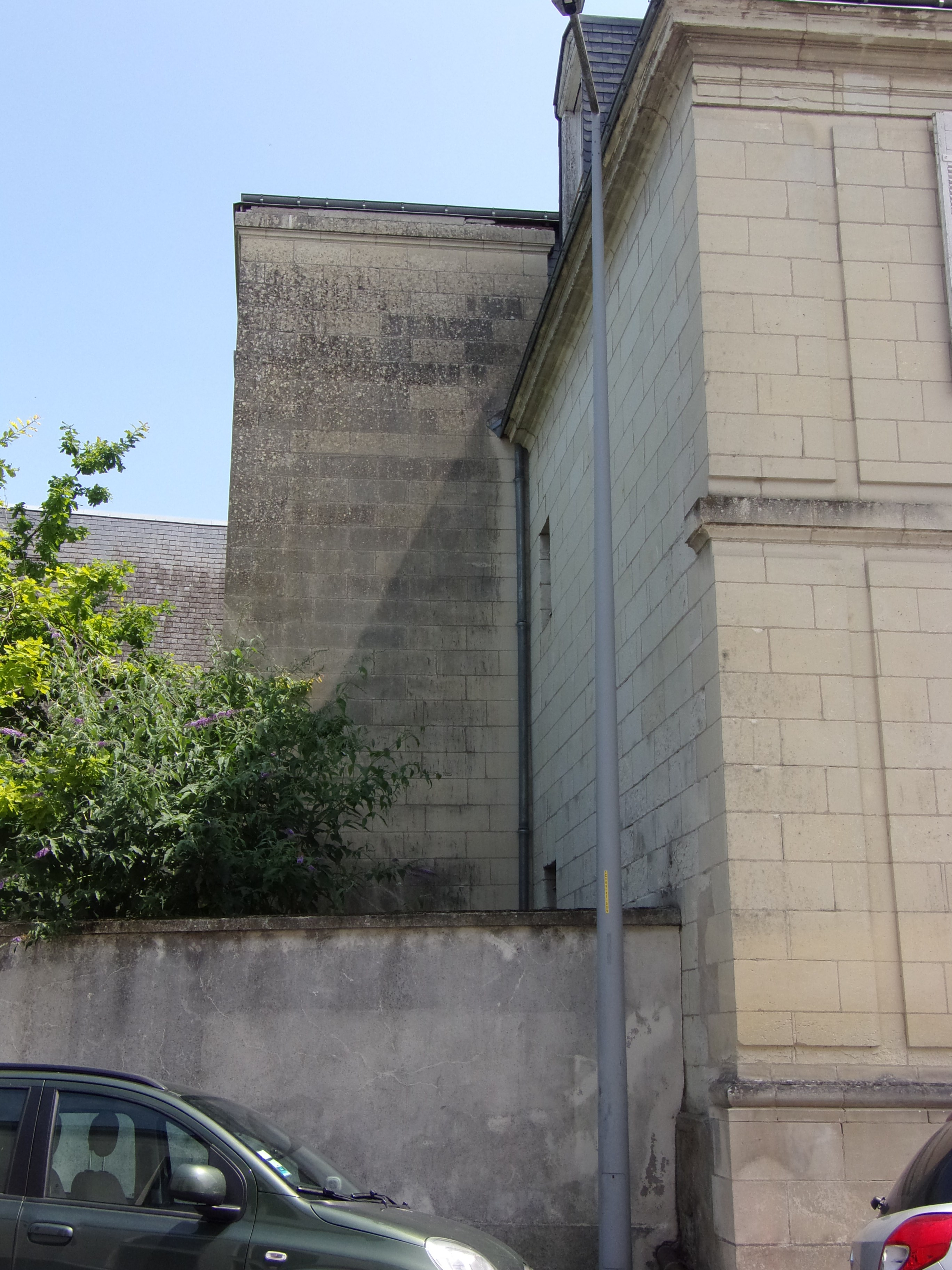
Avant-corps.

#### Église Saint-Jean de Beaumont

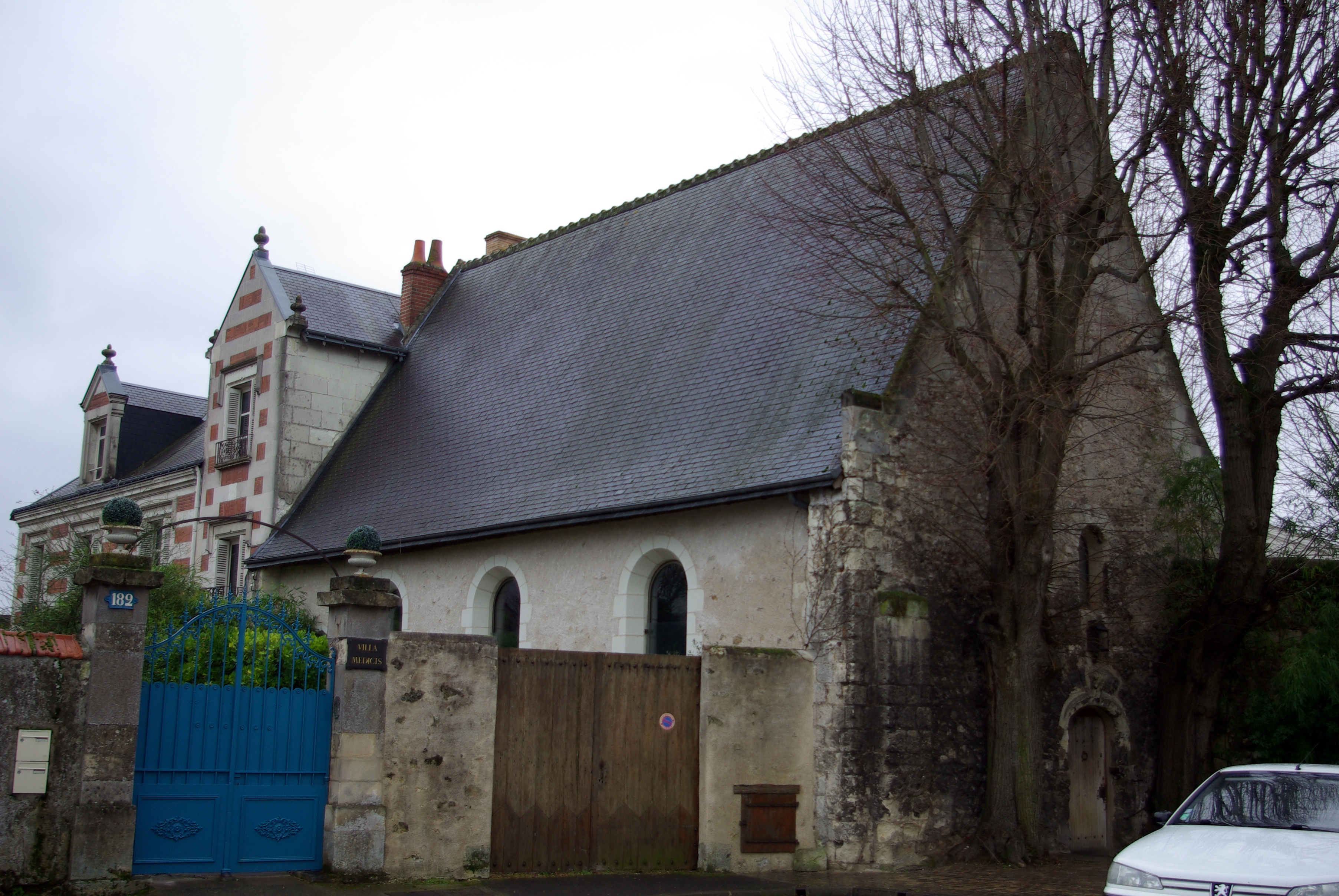
Église Saint-Jean de Beaumont.

D'abord simple chapelle dépendante de l'abbaye, elle est citée au début du XIIe siècle. Cet édifice situé au nord de l'église abbatiale est érigé en église pour la paroisse Saint-Jean de Beaumont créée au XIIIe siècle. L'église est reconstruite vers le milieu du XVe siècle mais elle conserve sans doute des éléments d'un édifice plus ancien (XIe ou XIIe siècle). Vendue comme bien national à la Révolution, son clocher puis son chœur sont détruits avant qu'elle ne soit intégrée à une habitation plus récente.
Elle est inscrite comme monument historique en 1983.

#### Granges et remises
Deux bâtiments, au nord du logis abbatial, sont préservés. Le premier, le long de la rue du Plat-d'Étain, s'ouvre vers le sud et la cour d'honneur par une porte ; mesurant environ 14,50 × 6,30 m, il est utilisé comme grange. Le second, perpendiculaire au premier dans l'axe du logis abbatial, est de la même taille ; ouvert sur la cour par deux larges portes, il faisait office de remise à carrosses. Deux autres bâtiments symétriques, de l'autre côté de la cour, détruits après la Révolution, avaient les mêmes fonctions.
Au coin des rues Hélène-Boucher et du capitaine-Pougnon, une autre grange, occupant l'angle sud-ouest de l'enclos monastique, est préservée bien que ses percements aient été très largement modifiés.

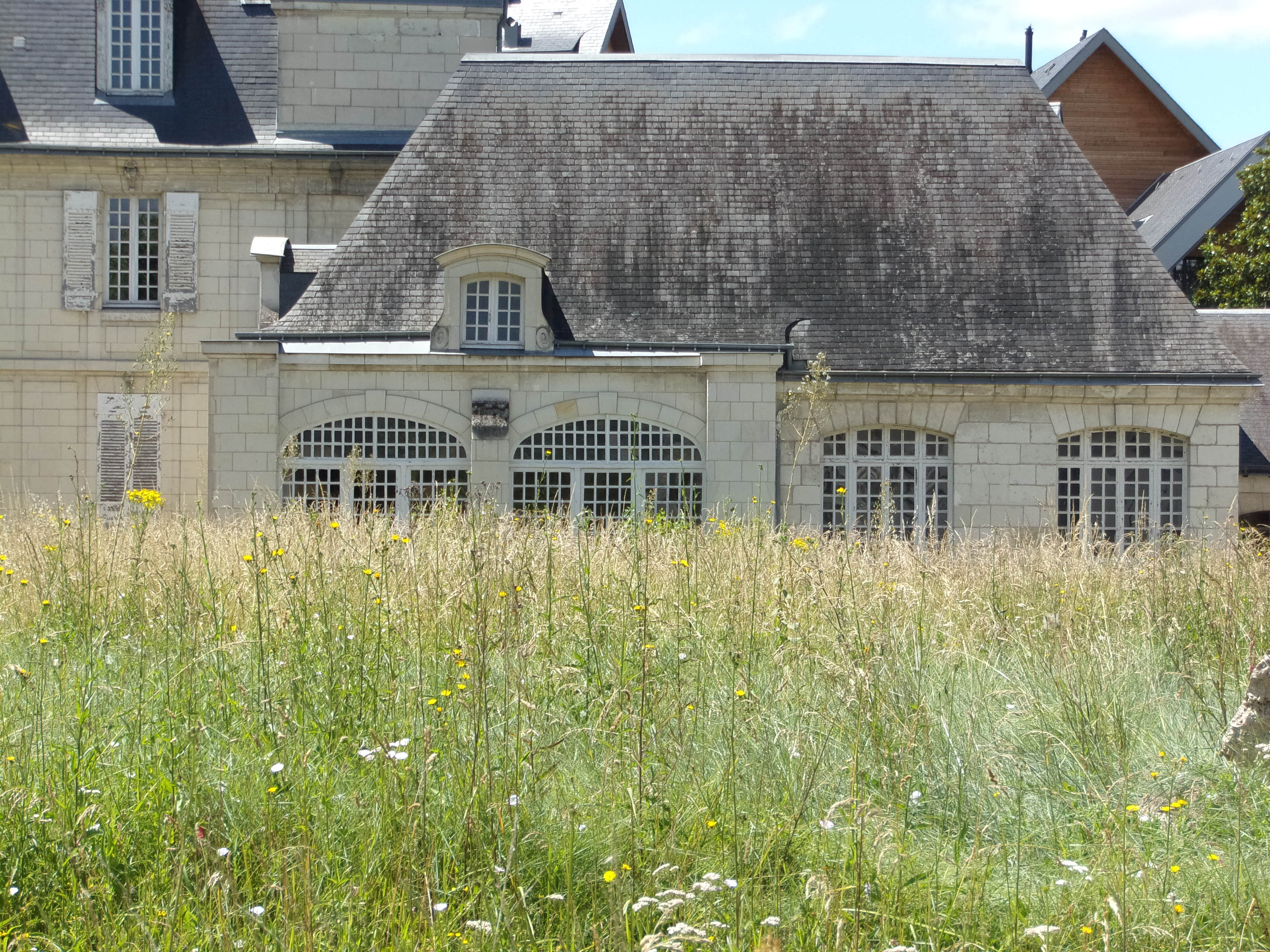
Remise à carrosses.
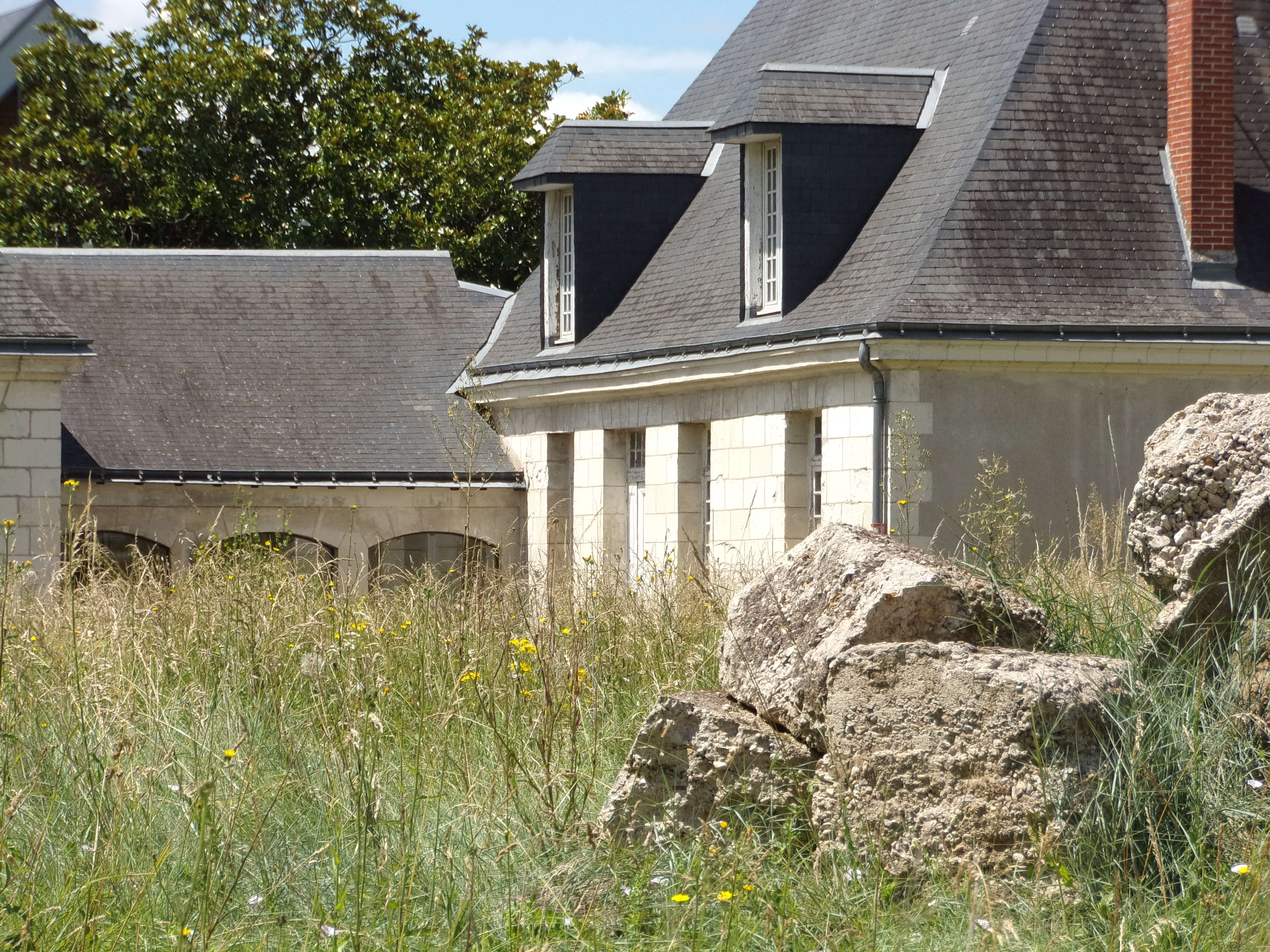
Grange près de l'entrée.
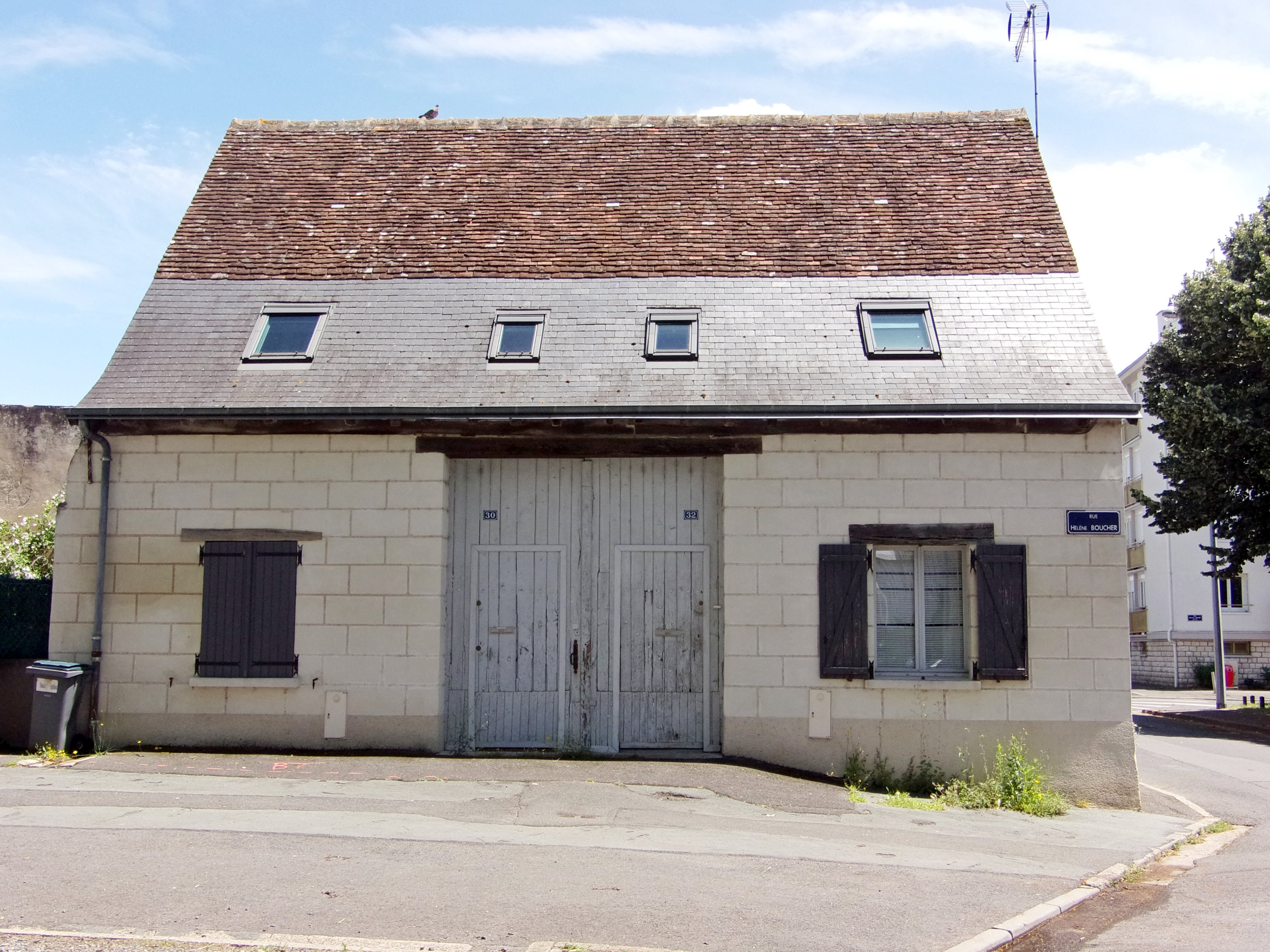
Grange à l'angle sud-ouest.

### Bâtiments disparus

#### Église abbatiale

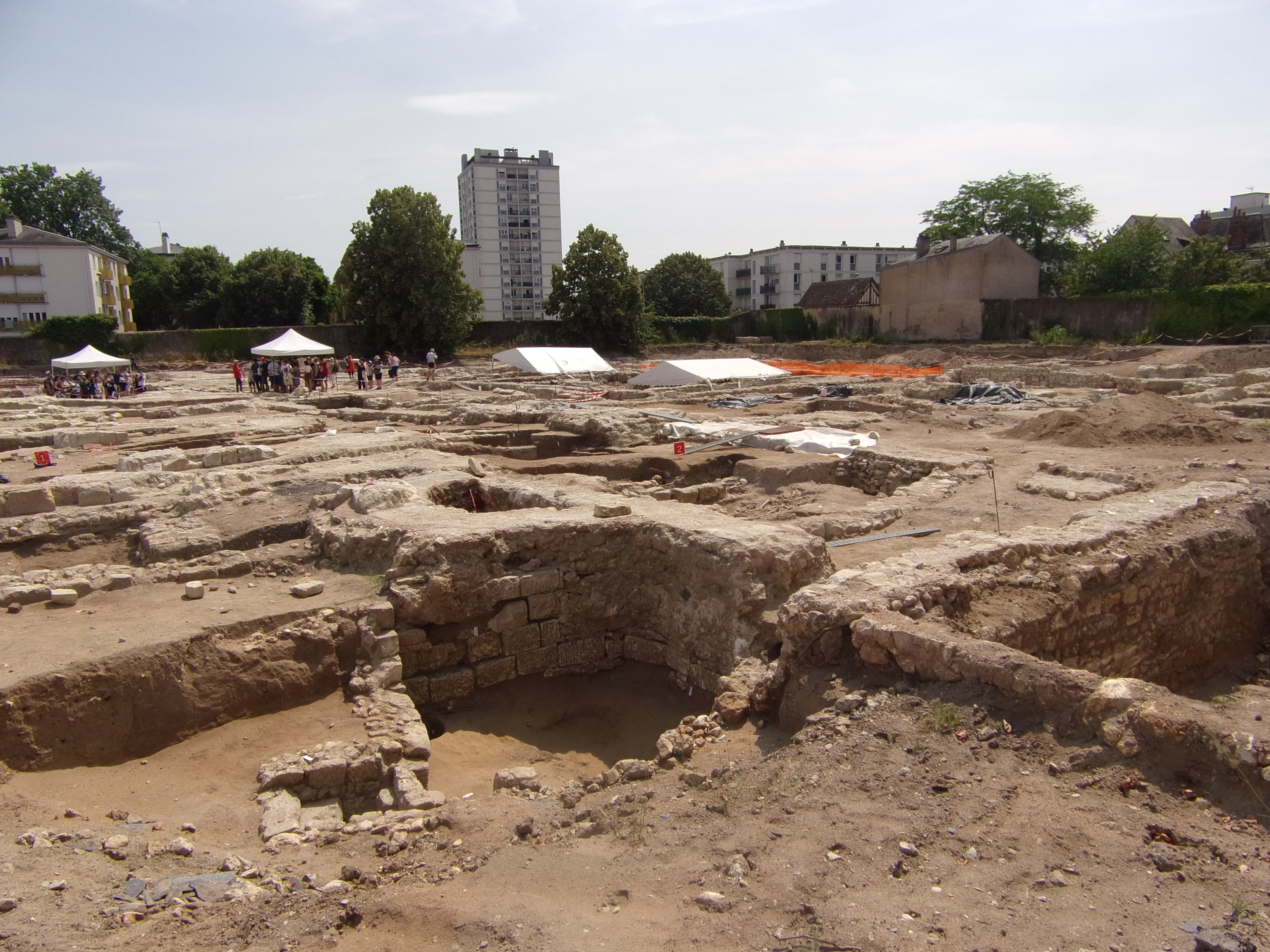
Transept nord et absidiole.

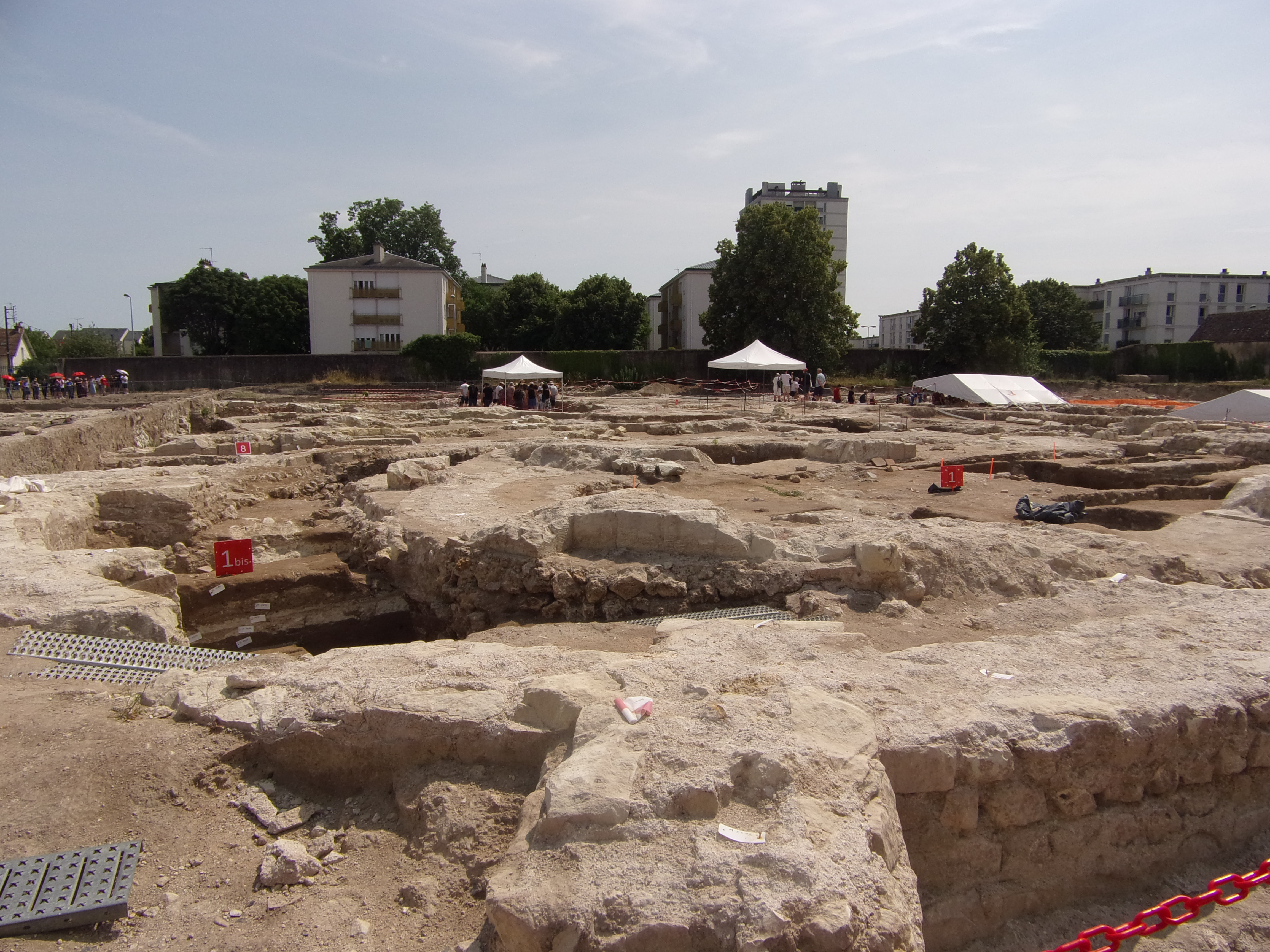
Déambulatoire du chœur.

L'église abbatiale, orientée est-ouest, ferme au nord le cloître de l'abbaye. Elle mesure environ 58 × 15 m, dimensions suggérées par la bibliographie et confirmées par les fouilles archéologiques. Comprenant une nef éclairée par quatre baies, un transept et un chœur, elle comporte une flèche en charpente sur la croisée du transept, ces caractéristiques étant déduites de l'observation de l'aquarelle de Gaignières. Le cimetière abbatial se développe partiellement à son chevet. Les fouilles permettent d'établir qu'elle se compose d'une nef simple prolongée par un chœur terminé par une abside semi-circulaire comportant un déambulatoire ; un transept sépare la nef du chœur et chacun de ses bras porte une absidiole sur son mur oriental ; à la croisée du transept, quatre puissants piliers supportent le clocher.
Le diagnostic archéologique réalisé en 2017 et les fouilles qui ont suivi ne permettent pas de dater ni de caractériser les nombreuses modifications subies par l'édifice entre sa construction au début du XIe siècle et sa démolition au XIXe siècle ; il est toutefois possible que vers le XIIe siècle un narthex ait été plaqué contre l'extrémité occidentale de la nef. D'autre part, le chœur a lui aussi fait l'objet d'une reconstruction.

#### Bâtiments et aménagements conventuels
Dans une disposition assez habituelle pour une abbaye bénédictine, l'église ferme le cloître au nord. À l'est de celui-ci se trouve la salle capitulaire dont les niveaux de sols successifs sont préservés, à l'ouest les celliers et au sud le réfectoire ; les cuisines prennent probablement place dans l'angle entre ces deux ailes, au-dessus de caves en sous-sol. À l'est de la salle capitulaire se trouvait le logis abbatial détruit par l'incendie du XVIIIe siècle. Ces bâtiments ont fait l'objet de reprises plus ou moins complètes.
La description du corps de logis principal de l'abbaye qui ferme au sud la cour d'honneur repose principalement sur la lecture de la gravure de l'abbaye publiée dans la collection Gaignières et le procès-verbal d'inventaire établi à la Révolution. Le bâtiment comporte sept fenêtres au rez-de-chaussée, surmontées de sept lucarnes dans les combles ; il est flanqué aux extrémités de deux pavillons faisant saillie.
D'autres constructions sont également identifiées sur le site lors des plus récentes fouilles : une glacière, des caves, un puits, des citernes et des latrines.
Il est possible qu'un bâtiment à abside, orienté est-ouest et situé au sud du chœur de l'abbatiale, puisse correspondre à la chapelle Notre-Dame-des-Miracles primitive mentionnée dans les textes.
La clôture monastique a largement disparu car elle a été très remaniée lors de la construction des bâtiments de la caserne auxquels elle sert d'appui. Il en subsiste toutefois des vestiges dans sa partie méridionale et certains des contreforts qui l'épaulent sont toujours en place. Au milieu du XXe siècle, des traces de la canalisation qui à partir de 1685 amenait l'eau à l'abbaye depuis une fontaine de Joué-lès-Tours étaient encore visibles, de même que l'emplacement de deux portes et d'une poterne murée.

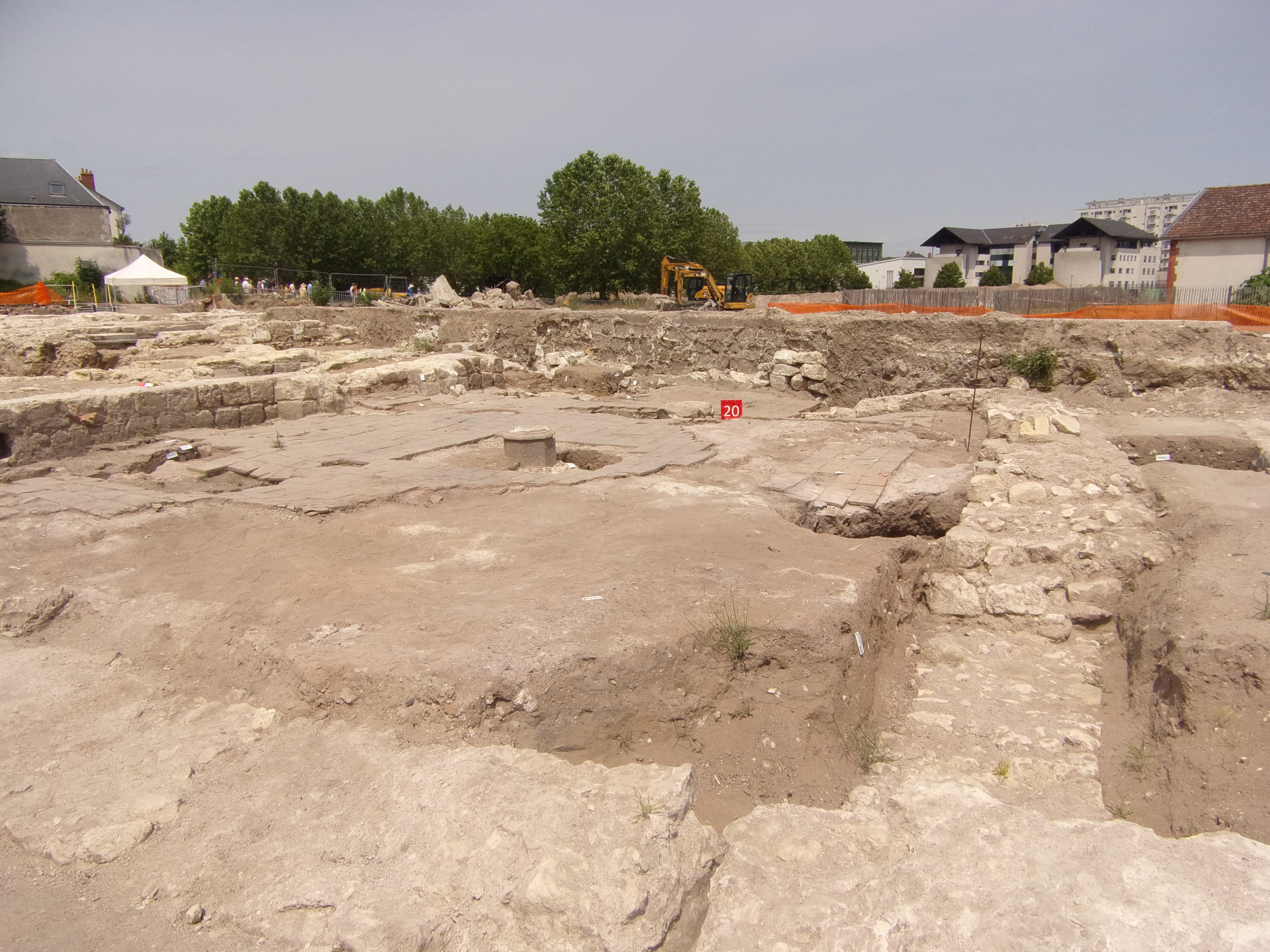
Logis abbatial et ses sols préservés.
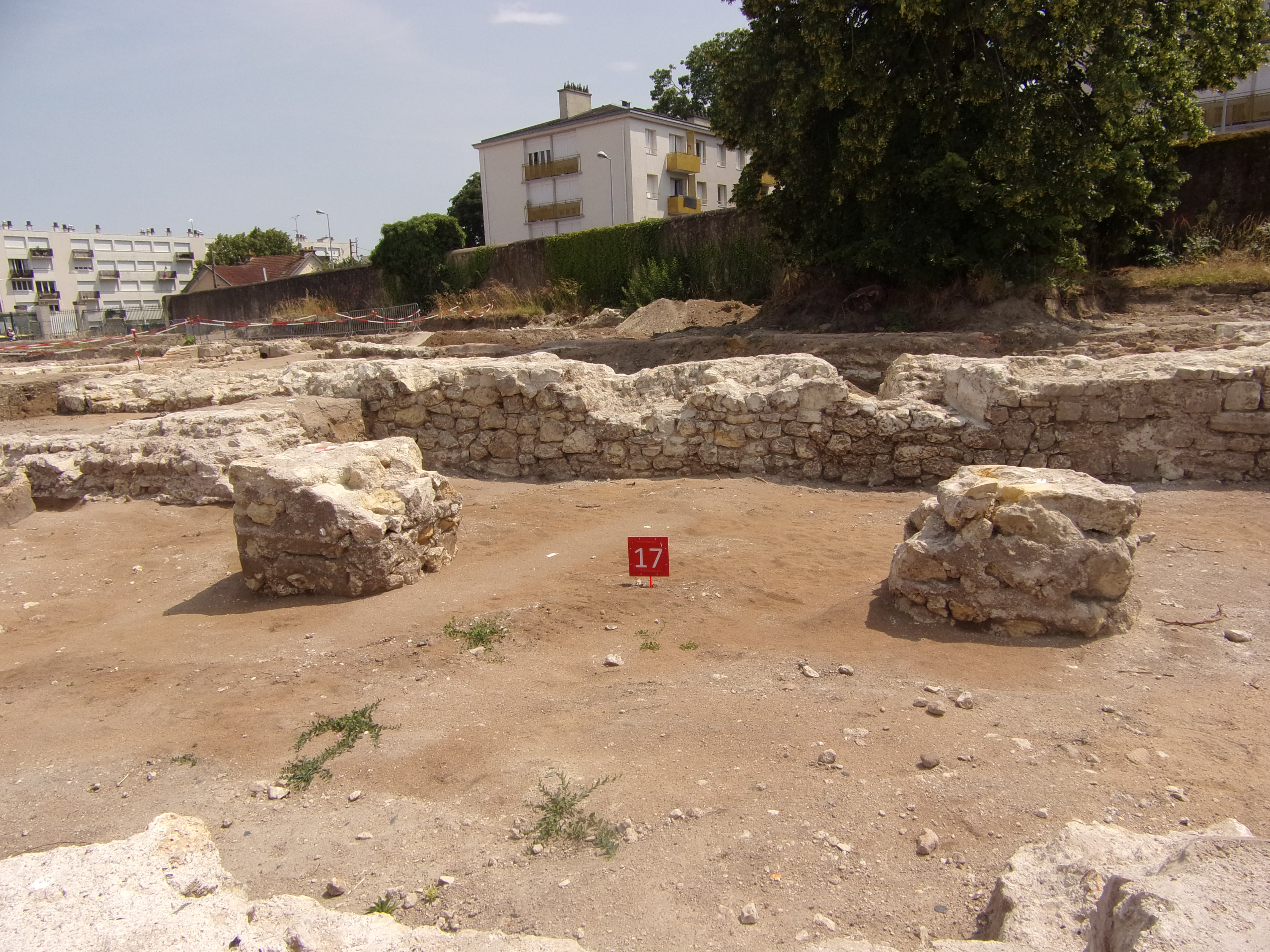
Réfectoire.
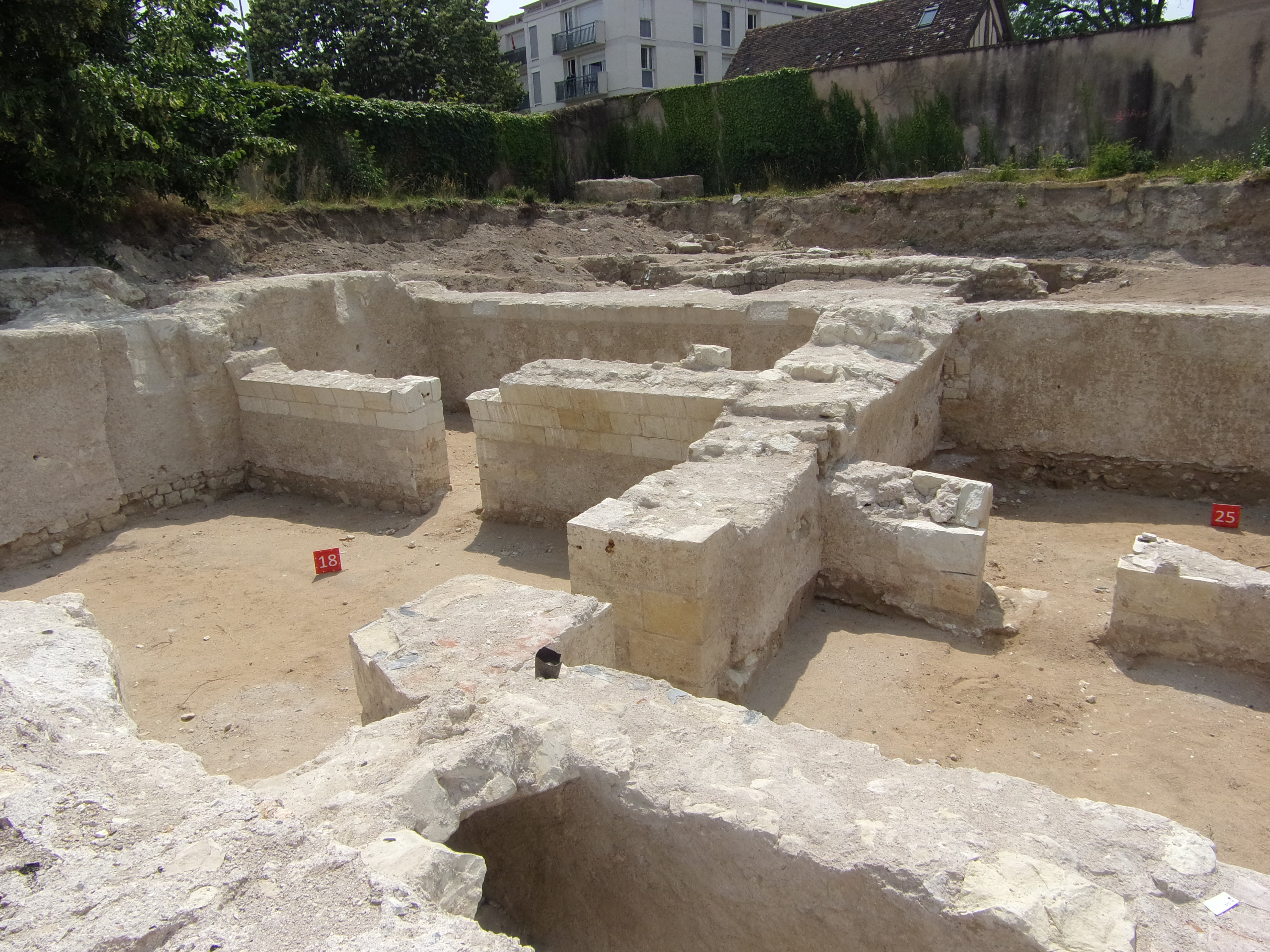
Caves sous les cuisines.
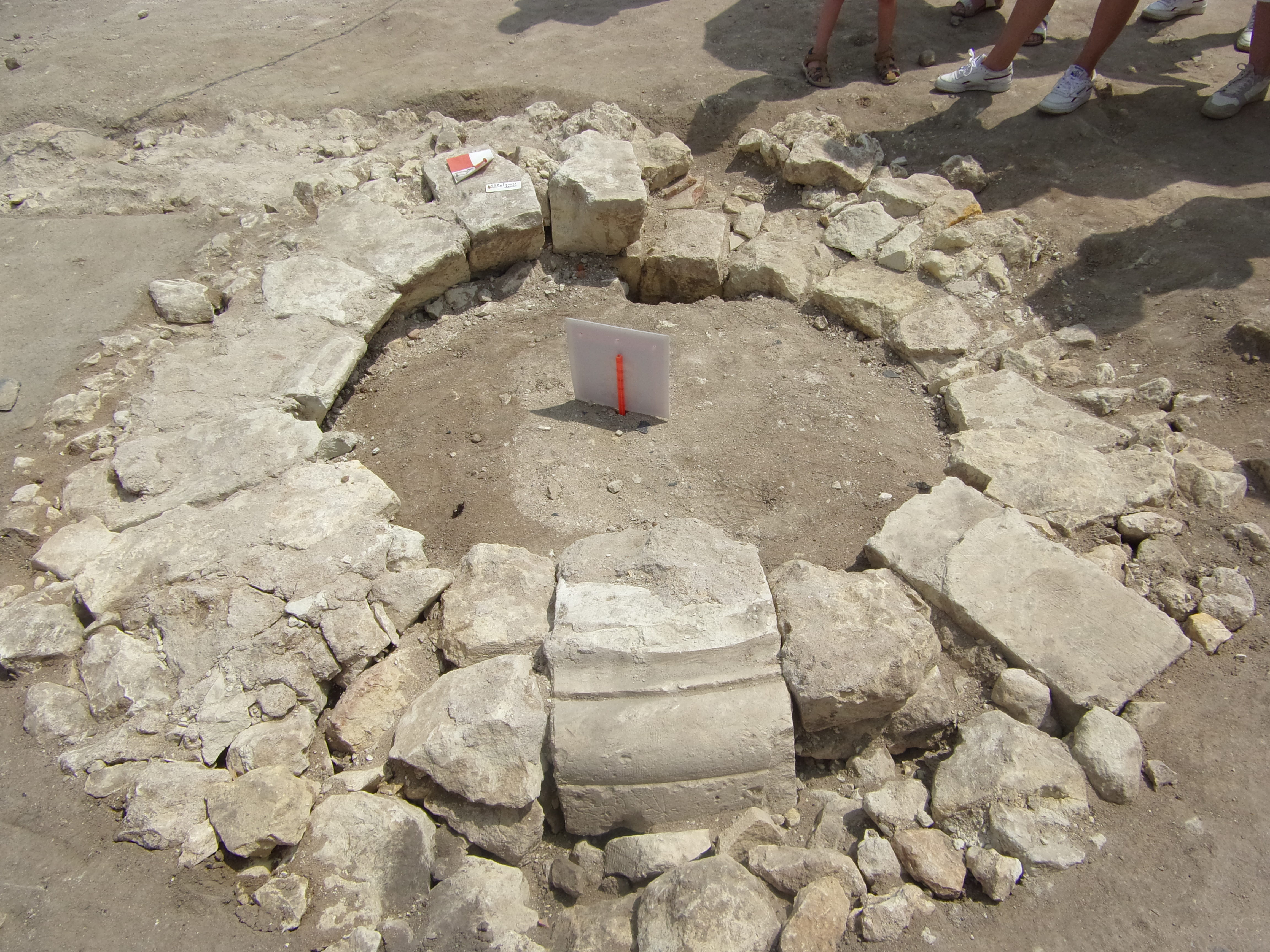
Ancienne glacière.
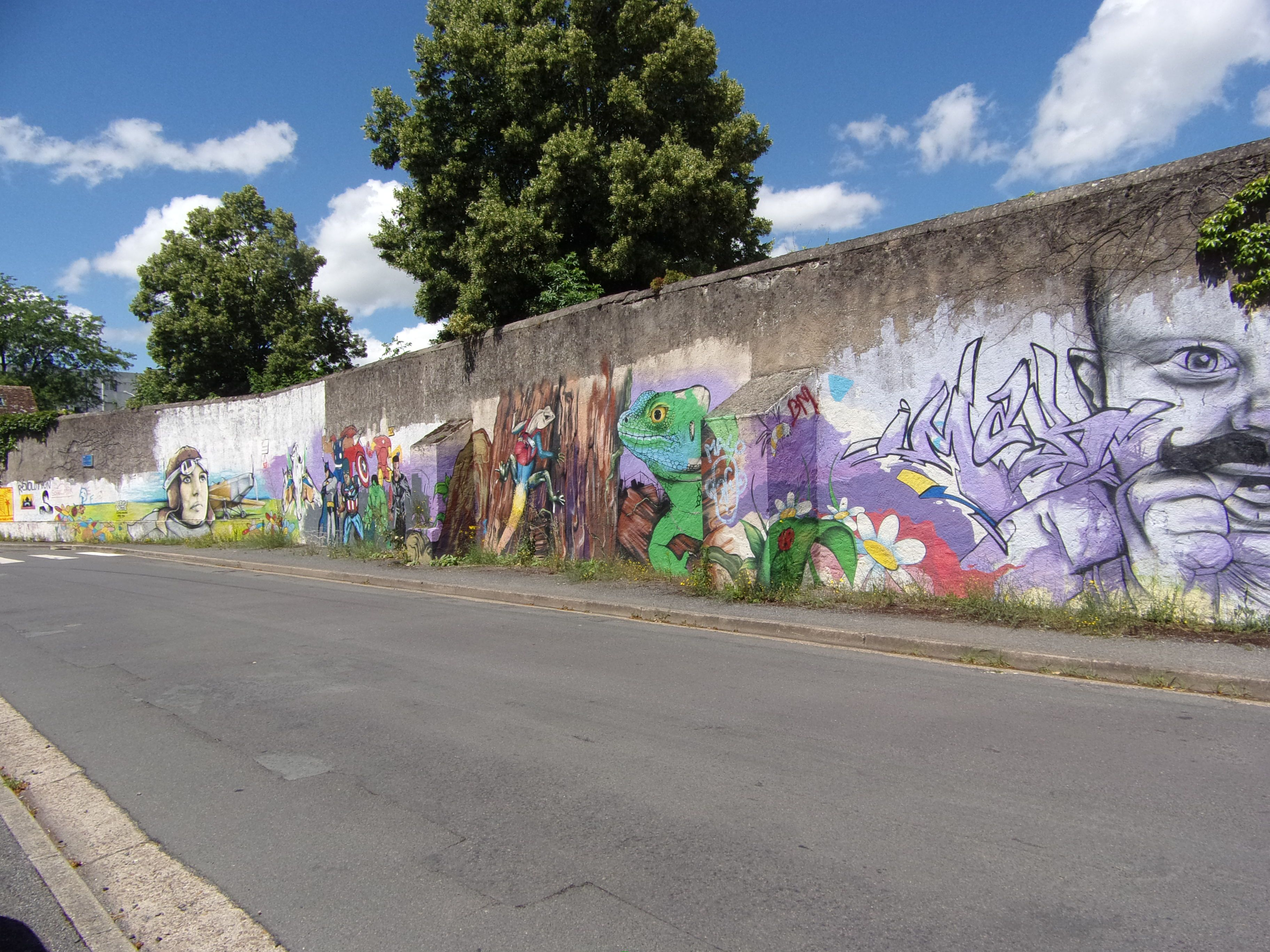
Enceinte monastique.

Un inventaire des biens mobiliers de l'abbaye est réalisé les 8, 9 et 15 novembre 1790 ; il dresse la liste des tous les objets présents, meubles, linge, livres, œuvres d'art, objets du culte, etc. Le texte de cet inventaire mentionne plusieurs pièces ou bâtiments de l'abbaye dans lesquels ces biens sont renfermés ; aucune indication de leur localisation, aucune description ne permettent toutefois de les situer avec précision dans l'abbaye. Est ainsi indiquée la présence de onze chambres et quarante cellules individuelles, trois dortoirs collectifs, un chauffoir, trois infirmeries, quatre réfectoires, huit parloirs et de nombreuses pièces de service ; il y a en outre une hôtellerie et une aumônerie dans des bâtiments annexes.
Le procès-verbal d'estimation de l'abbaye, établi le 20 janvier 1793, est beaucoup plus complet, précis et détaillé puisqu'il liste l'intégralité des pièces et bâtiments de l'abbaye à cette date, les situant les uns par rapport aux autres, selon un parcours qui va de l'entrée nord de l'abbaye vers le sud du site. Un plan d'ensemble des bâtiments est joint à la transcription du procès-verbal ; il peut s'agir d'une copie d'un plan (perdu) dressé en même temps que ce procès-verbal ou d'un plan établi plus récemment par C. de Grandmaison sur la base des renseignements contenus dans le procès-verbal.

### Espaces funéraires
Plusieurs dizaines de sépultures sont mises au jour dans la partie occidentale du site à la faveur de fouilles archéologiques réalisées en 2019. Les fouilles ultérieures montrent que cette zone d'inhumations est bien plus importante (peut-être 3 000 tombes) et occupe une grande partie du site, notamment toute l'emprise de la future église abbatiale. Il pourrait s'agir du cimetière des occupants du site installés avant la fondation de l'abbaye aux IXe et Xe siècles, généralement inhumés sous des planches de bois disposées en bâtière,.

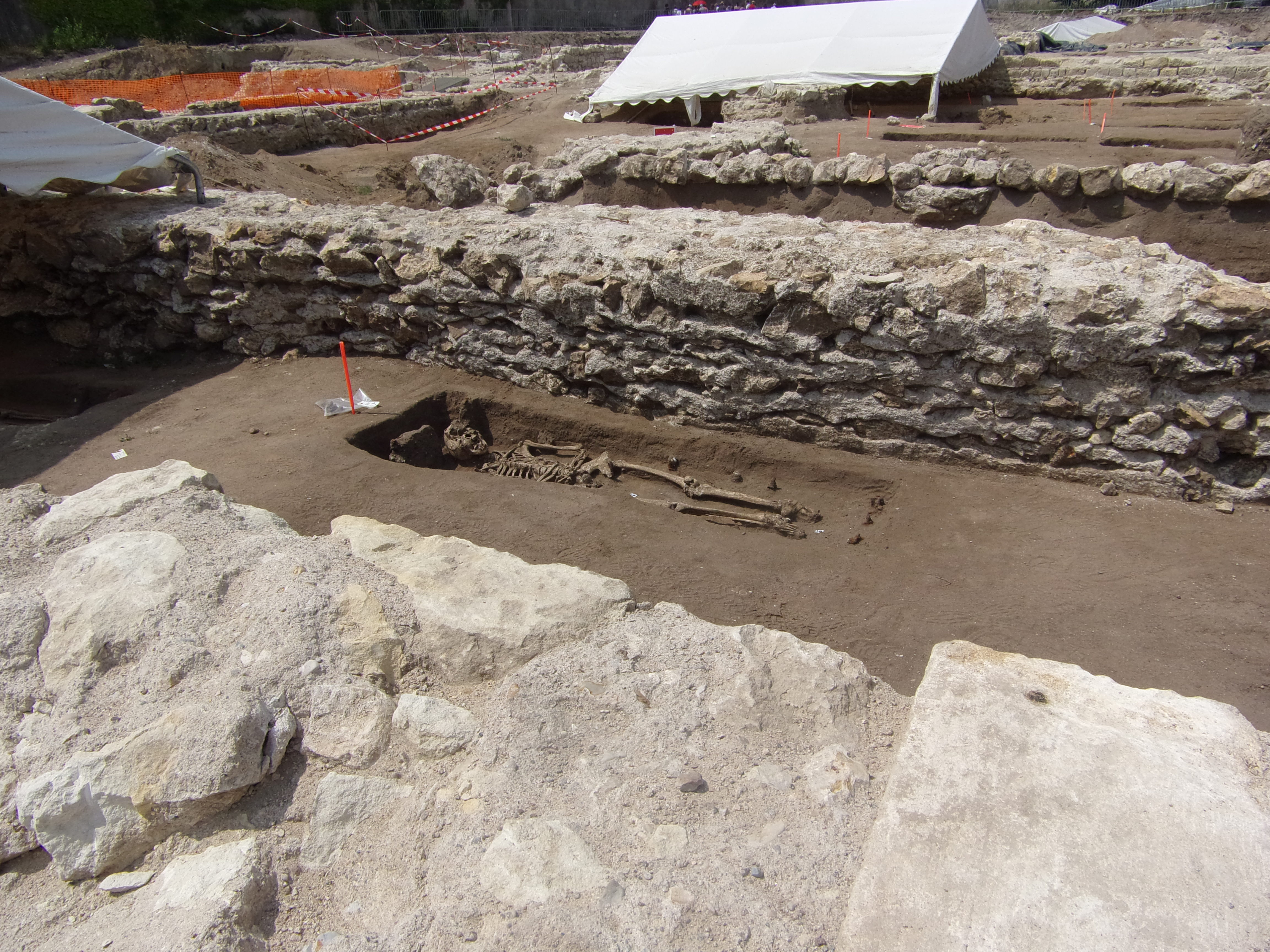
Sépulture dans le cloître.

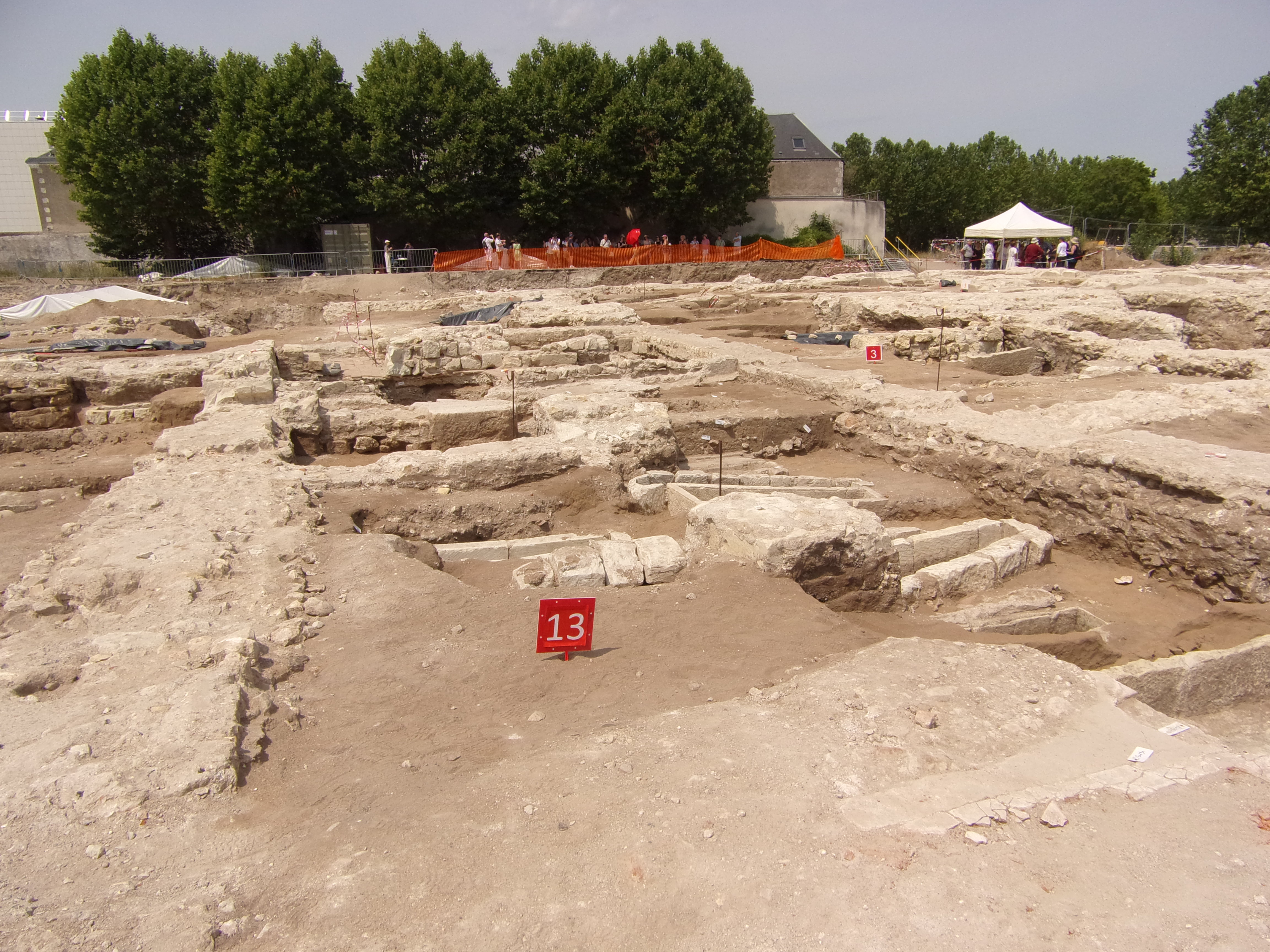
Sépultures dans la salle capitulaire.

Pendant la période où l'abbaye fonctionne, certaines inhumations ont lieu dans l'église elle-même, à l'entrée de sa nef ou dans une zone dédiée à l'est de son chevet, dans le cloître attenant au sud et dans la salle capitulaire. Les personnes ensevelies (coffrages en dalles de tuffeau ou sarcophages monolithes) sont probablement des religieux (moniales ou prêtres) ou des bienfaiteurs de l'abbaye.
Dans le même temps, un cimetière est en fonction au nord de l'église ; c'est peut-être le cimetière paroissial de Saint-Jean de Beaumont.
Un dernier cimetière, beaucoup plus tardif (postérieur à la Révolution), est situé dans la partie orientale du site, que des fouilles commencent à mettre au jour en 2019. La plupart des 48 tombes identifiées contiennent des corps entiers ou mutilés (tête ou autres ossements manquants ou découpés), inhumés dans des sépultures individuelles ou collectives. Il peut s'agir, selon l'hypothèse la plus vraisemblable au regard des données disponibles, de corps autopsiés ou ayant fait l'objet d'exercices d'anatomie de la part des élèves de l'école de médecine qui fonctionne au sein de l'hôpital ; l'une des questions posées est de savoir pour quelle raison il aurait été jugé opportun de créer un cimetière spécialement destiné à ces inhumations. Le même emplacement semble également être réutilisé pour inhumer les victimes d'une épidémie, peut-être de variole, alors qu'une annexe de l'hôpital est ouverte à cet effet à Beaumont en 1870,.

### Mobilier archéologique
Des porcelaines de Chine sont retrouvées dans les jardins ; elles témoignent sans nul doute du statut social élevé des personnes à qui elles appartenaient, probablement des religieuses de la haute bourgeoisie ou de la noblesse.
Quatre-vingt-dix figurines et statuettes de terre cuite, de jais ou d'os sont mises à jour dans une tranchée. Elles sont sans doute été jetées là lors de travaux réalisés à la fin du XVIIIe ou au début du XIXe siècle. Objets de dévotion ramenés de pèlerinages, elles étaient initialement enterrées dans une cache dans l'église elle-même.
Une matrice de sceau est découverte dans une latrine. Ayant probablement appartenu à une religieuse de haut rang (abbesse ou prieure), elle a certainement été jetée après la mort de sa propriétaire, comme c'est la règle, pour éviter des faux ultérieurs,.
Fait également partie du mobilier retrouvé sur le site un stylet, objet offert à chaque religieuse quand elle prononce ses vœux religieux, qui montre le haut degré d'instruction des moniales de Beaumont au Moyen Âge.

## Abbesses de Notre-Dame de Beaumont-lès-Tours
Jean-Louis Chalmel indique que Beaumont a connu 37 abbesses alors que Jacques-Xavier Carré de Busserolle fournit une suite détaillée de 43 noms et qu'un catalogue d'exposition paru en 1995 réduit ce nombre à 42. La chronologie du XIe au XIIIe siècle est incertaine, les sources utilisées par les auteurs étant lacunaires, parfois erronées voire contradictoires. Depuis la mort de la première d'entre elles, une tradition perdure : la crosse de l'abbesse défunte est déposée sur le tombeau de saint Martin, en signe de reconnaissance envers la collégiale, où l'abbesse qui suit vient la récupérer.
La première abbesse régulière est Hersande, en 1002, à la fondation de l'abbaye, et la dernière est Élisabeth de Villeblanche, morte le 26 octobre 1469. La première abbesse commendataire est Catherine de Commiers, nommée en 1470, et la dernière est Marie-Agnès de Virieu Beauvoir, qui quitte l'abbaye en 1790 lors de sa fermeture et meurt à Tours le 30 juillet 1831.

## Possessions, revenus et rentes
| Localisation sur la carte de France. · Abbaye de Beaumont · Prieuré de Mennetou-sur-Cher · Prieuré Saint-Martin de Tavers · Prieuré de La Caine · Chapelle de Précigné · Prieuré de Saint-Amand (localisation incertaine) |

| Localisation sur la carte d'Indre-et-Loire. · Prieuré Saint-Denis de Miré · Prieuré de la Bourdillière · Prieuré de Saché · Prieuré de Theneuil · Prieuré de Lièze · Chapelle de Saint-Laurent-des-Bois · Prieuré d'Avon · Prieuré du Liège · Fief de Quinçay · Fief de la Bruère · Fief de la Chaise-Charcenay · Fief d'Évreuil · Fief de Sèvennières · Fief de la Roche-aux-Dames · Métairie de Portauville · Métairie de l'Abbaye · Métairie de la Brilaudière · Métairie des Flosseaux · Seigneurie de la Roche d'Ambille · Abbaye de Beaumont |

L'abbaye possède une douzaine de prieurés, ceux de la Bourdillière à Genillé et de Mennetou-sur-Cher étant sans doute les plus importants ; cinq d'entre eux se situent hors de la province de Touraine. Elle détient plusieurs chapelles, dont l'une dans la nef de la basilique Saint-Martin de Tours. Une vingtaine de fiefs, de fermes et de moulins dépendent de son autorité et lui versent rentes ou revenus de baux à ferme. Elle a le pouvoir de nommer les prêtres d'une douzaine de paroisses, dont celles de Notre-Dame de l'Écrignole et de Saint-Jean de Beaumont.
En 1685, les revenus de l'abbaye sont évalués à 13 916 livres ; ils se montent à 18 664 livres en 1730 et à 20 000 livres environ en 1746. Les comptes sont relevés de façon minutieuse par une commission du district de Tours en 1791, au moment de la saisie des biens du clergé ; ils s'établissent à 42 637 livres de revenus pour 10 764 livres de dettes sur les douze derniers mois.

## Études historiques et archéologiques
En 1877, Charles de Grandmaison publie dans les Mémoires de la Société archéologique de Touraine une chronique de l'abbaye d'après un manuscrit couvrant les années 1519 à 1657 ; ce document est manifestement construit à partir de renseignements fournis par au moins deux religieuses de l'abbaye mais une seule personne semble l'avoir écrit. Cette chronique est précédée d'un historique de l'abbaye rédigé vers le début du XVIIe siècle par Jean Goulu ; elle est suivie de plusieurs documents d'archives, dont l'inventaire des revenus de l'abbaye et une description succincte des bâtiments, établis à la Révolution .
En juillet 1995, une exposition se tient dans le pavillon Condé qui abrite alors le musée des équipages militaires et du train. Au moyen de photographies, de plans, de documents et d'œuvres d'art, elle retrace l'histoire de l'abbaye d'après les connaissances du moment. Sa tenue donne lieu à la publication d'un catalogue.

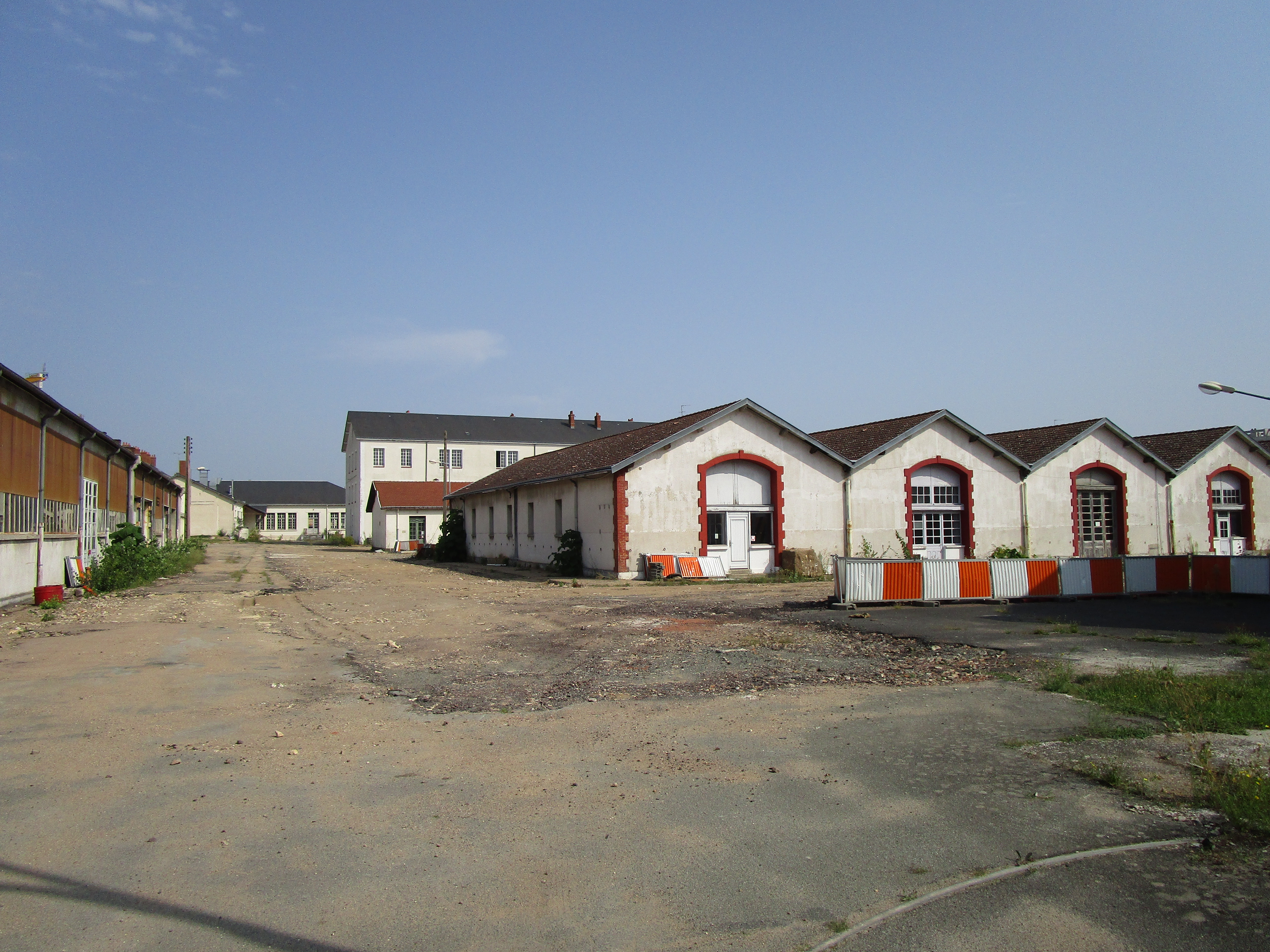
Quartier Beaumont.

En 2017, l'INRAP réalise un diagnostic archéologique sur l'ensemble du site, opération préalable à son réaménagement. À la suite de cette opération, le Service régional d'archéologie Centre-Val de Loire identifie trois emplacements dont la richesse archéologique nécessite des investigations plus approfondies ; il prescrit des fouilles sur ces trois secteurs.
En 2019-2020, l'INRAP et le Service départemental d'archéologie du Conseil départemental, sous la direction de Philippe Blanchard (INRAP), engagent des fouilles sur le site suivant les prescriptions du diagnostic réalisé deux ans plus tôt ; ces fouilles aboutissent à la mise au jour de trois activités distinctes : cimetière médiéval (à l'ouest), dépotoir sans doute moderne (au sud-ouest), cimetière contemporain (à l'est).
En septembre 2022 et pour une durée de 10 à 12 mois, une nouvelle campagne de fouilles est engagée sur le site mais le contexte d'intervention (présence de munitions et de bonbonnes de bromacétone, un gaz lacrymogène, enterrées dans cette ancienne caserne) occasionne des retards sur le chantier,. Ces fouilles, dans le prolongement des précédentes, permettent de dresser le plan au sol de la totalité des bâtiments de l'abbaye, mettant même en évidence les états successifs de certains d'entre eux.